# The Witcher 3: Wild Hunt
Pour les articles homonymes, voir Wild Hunt.
Vous lisez un « article de qualité » labellisé en 2018.
The Witcher 3: Wild Hunt (en polonais : Wiedźmin 3: Dziki Gon) est un jeu vidéo de type action-RPG développé par le studio polonais CD Projekt RED, sorti le 19 mai 2015 sur PC (Microsoft Windows et GNU/Linux), PlayStation 4 et Xbox One, puis sur Nintendo Switch le 15 octobre 2019, tandis que des versions PlayStation 5 et Xbox Series sont disponibles le 14 décembre 2022. Il fait suite narrativement à The Witcher (2007) et The Witcher 2: Assassins of Kings (2011). Il est ainsi le troisième jeu vidéo à prendre place dans l'univers littéraire du Sorceleur, créé par l'écrivain polonais Andrzej Sapkowski, et le dernier à présenter les aventures de Geralt de Riv.
Le jeu, situé dans un monde dark fantasy, suit les traces du sorceleur Geralt de Riv, un chasseur de monstres dont la fille adoptive, Ciri, est menacée par la Chasse sauvage. Des références sont faites au contenu des livres écrits par Sapkowski, mais l'intrigue est inédite et propose une conclusion à la trilogie entamée avec le premier jeu, sorti huit ans plus tôt. Contrairement aux deux autres opus de la série, The Witcher 3 prend place dans un monde ouvert en usant d'un point de vue à la troisième personne, et se concentre sur l'utilisation des talents de combat et de détective de Geralt pour mener à bien des contrats et explorer l'environnement. Le tout se déroule dans le cadre d'une quête principale à plusieurs embranchements, qui peut se résoudre selon 36 fins différentes, et d'une multitude de missions secondaires.
Développé en trois ans et demi avec des moyens proches des superproductions occidentales habituées à concevoir des jeux vidéo AAA, The Witcher 3 concentre nombre d'ambitions : ses créateurs veulent entériner la légitimité des studios européens à développer des RPG de qualité, et le jeu s'éloigne de plus en plus de l'intrigue canonique de la saga littéraire du Sorceleur, éminemment respectée en Pologne.
Vendu à plus de 10 millions d'exemplaires moins d'un an après sa sortie, le jeu obtient un accueil public et critique unanimement élogieux et un colossal succès commercial. Il se voit décerner un record de distinctions de « jeu de l'année » et devient de l'avis de tous la nouvelle référence du genre, constamment utilisé comme outil de comparaison par les joueurs et les professionnels de l'industrie vidéoludique pour évaluer la qualité des nouveaux jeux action-RPG. Deux extensions lui sont ajoutées en octobre 2015 et en mai 2016, Hearts of Stone et Blood and Wine ; un jeu vidéo entièrement consacré au mini-jeu de cartes présent dans l'intrigue, Gwent: The Witcher Card Game, est lancé à l'été 2017.

## Trame

### Position par rapport aux livres
The Witcher 3: Wild Hunt conclut l'histoire du sorceleur Geralt de Riv amorcée dans les livres d'Andrzej Sapkowski et les deux jeux précédents, The Witcher et The Witcher 2: Assassins of Kings. Les trois opus vidéoludiques représentent cependant un arc narratif duquel l'auteur polonais souhaite être dissocié : il ne les considère ni comme une suite ni comme un développement alternatif, mais comme une adaptation libre à partir de ses livres, arguant qu'il est le seul à avoir voix au chapitre sur l'histoire canonique du personnage.

### Univers et personnages
Le jeu se déroule sur le Continent, un monde de fantasy entouré de dimensions parallèles et d'univers extra-dimensionnels, dans lequel cohabitent humains, elfes, nains et de multiples races de monstres, bien que les non-humains y fassent régulièrement face à des persécutions. À l'époque où se déroule l'intrigue du jeu, le Continent est le témoin d'une vaste guerre entre le Nilfgaard, au sud, mené par l'empereur Emhyr var Emreis, et la Redania, plus au nord, gouvernée par le roi Radovid V. Les lieux que les protagonistes visitent au cours de ce troisième opus sont imprégnés de cette ambiance : les riches villes rédaniennes de Novigrad et d'Oxenfurt, les étendues dévastées du no man's land de Velen et ses marécages au sud, la ville impériale de Vyzima, l'archipel aux inspirations vikings de Skellige, et le bastion des sorceleurs, Kaer Morhen.
Le personnage principal, Geralt de Riv, est un sorceleur : doté de facultés extraordinaires et génétiquement modifié par un entraînement intensif à compter de l'enfance, Geralt offre ses services de chasseur de monstres en comptant sur ses capacités de traque, de combat et de magie. Il est notamment aidé de deux puissantes sorcières, son amante Yennefer de Vengerberg et son amie Triss Merigold, ainsi que du barde Jaskier (Dandelion dans la version anglaise), du nain Zoltan Chivay, et de son mentor sorceleur, le vieux Vesemir. Plusieurs années auparavant, la fille adoptive de Geralt et Yennefer, et fille biologique de l'empereur Emhyr var Emreis, Ciri, a disparu en tentant d'échapper à la Chasse Sauvage, un groupe de guerriers spectraux venus d'une autre dimension. Sa réapparition va bouleverser le Continent,,.

### Scénario

#### Jeu principal
À la suite des événements de The Witcher 2: Assassins of Kings, la guerre fait rage entre l'empire du Nilfgaard et ce qu'il reste des Royaumes du Nord. Dans ce contexte, Geralt de Riv apprend que sa fille adoptive disparue, Ciri, a été aperçue pour la première fois après des années d'errance entre les mondes ; mais elle serait poursuivie par la Chasse sauvage (l'éponyme Wild Hunt en version originale anglophone), une troupe légendaire de cavaliers spectraux, présage de guerres, de maladies et de fin du monde. Aidé, entre autres alliés, par son amie Triss Merigold et sa compagne historique Yennefer de Vengerberg, Geralt se met à sa recherche afin de la retrouver avant la Chasse Sauvage.
La première étape de son voyage commence dans la bourgade de Blanchefleur, épargnée par la guerre, où Geralt fait halte pour retrouver son amante d'autrefois, Yennefer. Celle-ci travaille maintenant pour le compte de l'empereur du Nilfgaard et père biologique de Ciri, Emhyr var Emreis, lequel convoque Geralt à Wizyma, par l'entremise de Yennefer, pour lui confier la tâche de retrouver sa fille. Celle-ci a été aperçue pour la dernière fois dans la région pauvre et marécageuse de Velen, à Perchefreux, la forteresse du « baron sanglant ». Mais le baron, empêtré dans des problèmes familiaux, refuse d'aider Geralt, et c'est une ancienne connaissance du sorceleur, l'enchanteresse Keira Metz, qui le renseigne : quelqu'un d'autre est passé dans la région à la recherche de Ciri, un mage elfe du nom d'Avallac'h, et désormais seules les Dames des bois, les Moires qui résident dans le marais de Torséchine, seraient en mesure d'en savoir plus. Les trois esprits maléfiques admettent à Geralt avoir un temps détenu Ciri, pour la livrer à la Chasse sauvage, mais la jeune fille est parvenue à s'échapper de leurs griffes. Le sorceleur retourne chez le baron avec cette découverte, et des nouvelles de l'épouse disparue de celui-ci, Anna, dont l'esprit a cédé à la domination des Moires ; le seigneur dévoile alors que Ciri, avec qui il s'était lié d'amitié, s'est ensuite rendue à Novigrad, un port affluent et la plus grande ville du pays.
Sur la trace de Ciri, Geralt enquête dans la ville aux hautes murailles où s'est mise à sévir l'Église du Feu éternel, une organisation religieuse qui s'est lancée dans une purge des mages. Il y retrouve son ancienne amante et amie Triss Merigold, qui se cache de l'Église et lui apprend que leur ami commun Jaskier s'est trouvé en contact avec Ciri. Geralt sauve le barde des griffes de plusieurs organisations mafieuses implantées dans la ville, naviguant entre les zones d'influence de bandits comme le Petit Bâtard, Surin ou encore le Roi des Mendiants ; il y croise au passage de nombreux personnages entrevus dans ses aventures précédentes : l'espion Vernon Roche, son ami le nain Zoltan, devenu tenancier de taverne, ou encore le mystérieux Dijkstra, qui complote contre les plus hautes sphères du pouvoir et proposera d'ailleurs à Geralt de se joindre à lui pour renverser le roi Radovid. Jaskier apprend au sorceleur que Ciri s'est téléportée sur l'archipel de Skellige, à l'ouest du continent. Avant de quitter la terre ferme, Geralt peut choisir d'aider Triss et les magiciennes à fuir la ville, décision qui pèsera sur la suite des évènements. Geralt embarque ensuite pour Skellige où il rejoint Yennefer, qui s'était rendue sur les lieux pour enquêter sur une étrange déflagration magique potentiellement liée à Ciri. L'archipel est en émoi car son roi Bran est mort et la succession s'annonce difficile ; Geralt pourra d'ailleurs choisir de soutenir l'un ou l'autre prétendant au trône, les frère et sœur Hjalmar Gueule-en-Coin et Cerys an Craite. Un témoin qui s'était fait connaître pour avoir aperçu Ciri est retrouvé mort, mais Yennefer fait appel à la nécromancie et tous deux parviennent ainsi à suivre la trace de la jeune fille jusque sur l'île de Lofoten, tout juste attaquée par la Chasse sauvage. La piste vers leur fille adoptive semble alors effacée pour de bon. Le chapitre se conclut lorsque les deux amants, qui auront eu l'occasion entretemps de raviver leur relation amoureuse ou d'y mettre fin (au choix du joueur), découvrent chez le baron de Perchefreux une petite créature chétive nommée Uma, de toute évidence leur dernière piste pour retrouver Ciri.
Ils emmènent Uma au siège des sorceleurs, la forteresse de Kaer Morhen, désormais tombée en décrépitude et habitée par le seul mentor des sorceleurs, le vieillard Vesemir. Geralt y retrouve de passage Lambert et Eskel, deux autres sorceleurs qui acceptent de se joindre à eux dans leur lutte contre la Chasse. Yennefer y parvient à retirer la malédiction dans laquelle était maintenue Uma ; il s'avère que dans le corps de la créature était enfermé le fameux mage elfe et sage Aen Elle qui recherchait Ciri, Avallac'h. Celui-ci admet avoir pu rencontrer la jeune fille, qu'il a du téléporter sur l'Île des Brumes pour la soustraire à l'attaque de la Chasse sauvage sur Lofoten. Geralt se lance donc une fois encore sur les traces de sa fille ; sur l'île, au milieu des dangers, il retrouve Ciri, dans un état proche du coma qu'Avallac'h sera capable de faire disparaître. Pendant ce temps, ses alliés se regroupent à Kaer Morhen pour préparer la contre-offensive contre la Chasse sauvage, qu'ils savent à leurs trousses. Après une réunion émouvante avec son père adoptif, Ciri lui raconte comment Eredin, le roi de la Chasse sauvage, cherche en fait à conquérir le continent pour fuir son propre monde, menacé par le Froid Blanc. Pour échapper à ce phénomène mortel, prédit de longue date par la prophétesse Ithlinne, il veut mettre la main sur Ciri, dont les extraordinaires pouvoirs lui assureraient la survie. Pourchassés par la horde, père et fille se pressent de rentrer à Kaer Morhen, où les retrouvailles avec Yennefer et Vesemir sont brèves : voilà la Chasse aux portes de la forteresse.

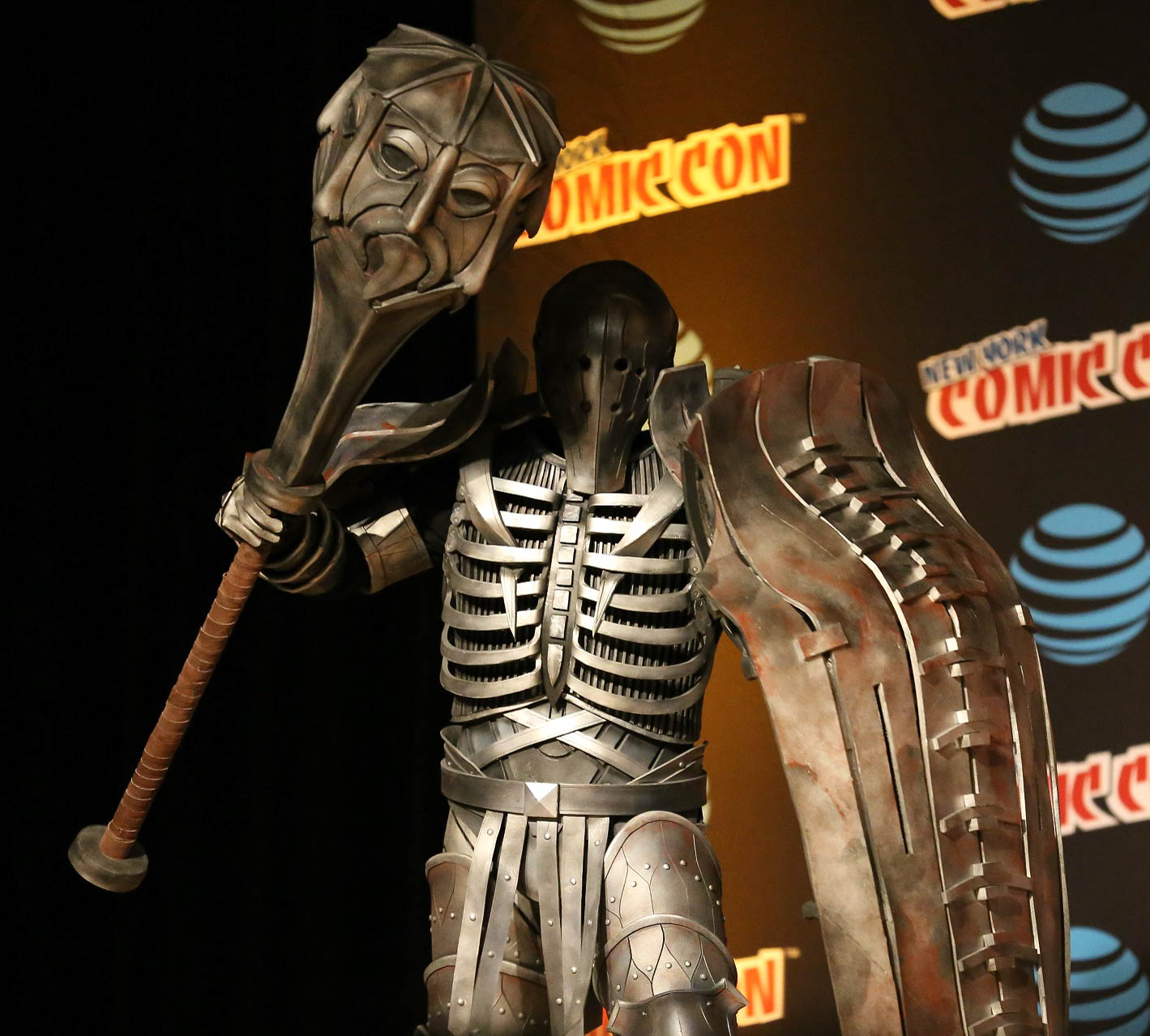
Statue du personnage d'Imlerith exposée au New York Comic Con en 2016.

L'attaque de la Chasse Sauvage parvient à grand peine à être refoulée grâce aux pouvoirs de Ciri, mais au prix de la vie de Vesemir, tombé en protégeant la jeune fille. Après avoir assisté au bûcher funéraire du dernier résident de Kaer Morhen, qui annonce un avenir sombre aux sorceleurs, Geralt et Ciri font route jusqu'au marais de Torséchine, où ils savent trouver les moyens de le venger : Geralt affronte et tue Imlerith, le lieutenant d'Eredin, tandis que Ciri abat deux des Moires. La troisième s'échappe, non sans avoir dérobé le médaillon de Vesemir que Ciri avait gardé. Pour organiser la riposte contre la Chasse, tandis que Geralt met la main sur l'artefact indispensable qu'est la Pierre du soleil, Yennefer tente de réunir la Loge des Magiciennes ; aux côtés de Triss, elle convainc Phillippa Eilhart et Margarita Laux-Antille de les rejoindre, mais ne trouve en Sheala de Tancarville qu'une prisonnière de Radovid usée par la torture, et abrège ses souffrances. Quant à Ciri, une enquête au laboratoire d'Avallac'h lui permet d'en apprendre davantage sur l'intérêt que les elfes lui portent, et d'être en mesure de gagner le soutien de Ge'els, un elfe autrefois dévoué à Eredin.

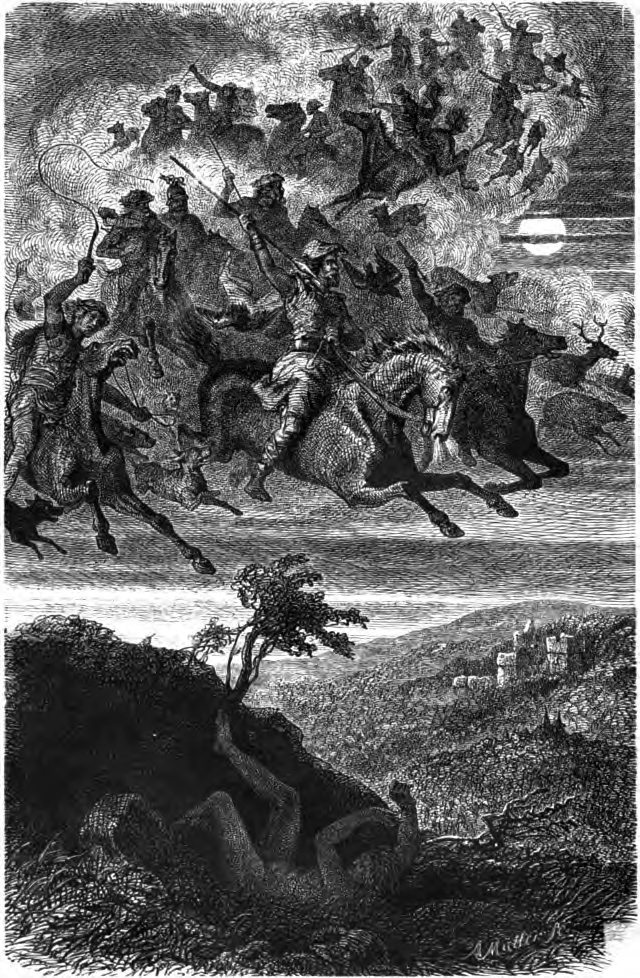
La Chasse sauvage (ici La Chasse sauvage de Wotan par Friedrich-Wilhelm Heine) est l'antagoniste principal du jeu.

L'ultime bataille contre la Chasse sauvage commence alors. Tandis que Ciri vient à bout du dernier lieutenant d'Eredin, le navigateur Caranthir Ar-Feiniel, Geralt reçoit l'aide inattendue des troupes de l'empereur Emhyr, et de Crach, qui meurt en tentant de tuer Eredin. Le sorceleur arrive juste après le coup de grâce. S'ensuit une bataille épique contre Eredin, qui voit enfin la défaite du roi de la Chasse sauvage. À l'agonie, il laisse entendre qu'Avallac'h l'a manipulé et que le destin de Ciri est en marche. Les derniers mots d'Eredin révèlent que pour espérer mettre fin au Froid blanc, Ciri n'a d'autre choix que de se sacrifier et de pénétrer dans un portail situé dans la vieille citadelle d'Undvik, sur Skellige.
Le jeu se conclut sur trois fins possibles, dépendant des interactions passées de Geralt avec Ciri. Dans l'une d'elles, Ciri survit à son voyage par-delà le portail ; elle accepte officiellement le titre d'héritière du Nilfgaard et fait ses adieux à Geralt en partageant une partie de chasse avec lui, près de Blanchefleur enneigée. Dans une autre fin, Geralt annonce à l'empereur que Ciri est morte, avant de se rendre dans l'auberge de Blanchefleur où Ciri l'attend, incognito, pour achever sa formation de sorceleuse. Dans la dernière fin possible, résolument tragique, Ciri ne revient pas du portail et reste présumée morte. Geralt part assassiner la dernière Moire et récupère le médaillon que celle-ci avait volé à Ciri. Vu pour la dernière fois assis sur un banc dans la cabane du marais, entouré de monstres qui s'apprêtent à le submerger et accablé de douleur, son destin demeure dans ce cas inconnu. 
L'histoire du jeu peut se poursuivre avec le contenu additionnel Hearts of Stone, qui peut être débuté à partir du moment où le joueur a accès aux villes de Novigrad et d'Oxenfurt, et s'achever avec Blood and Wine, qui propose un épilogue ensoleillé aux aventures de Geralt,.

### Contes de fée

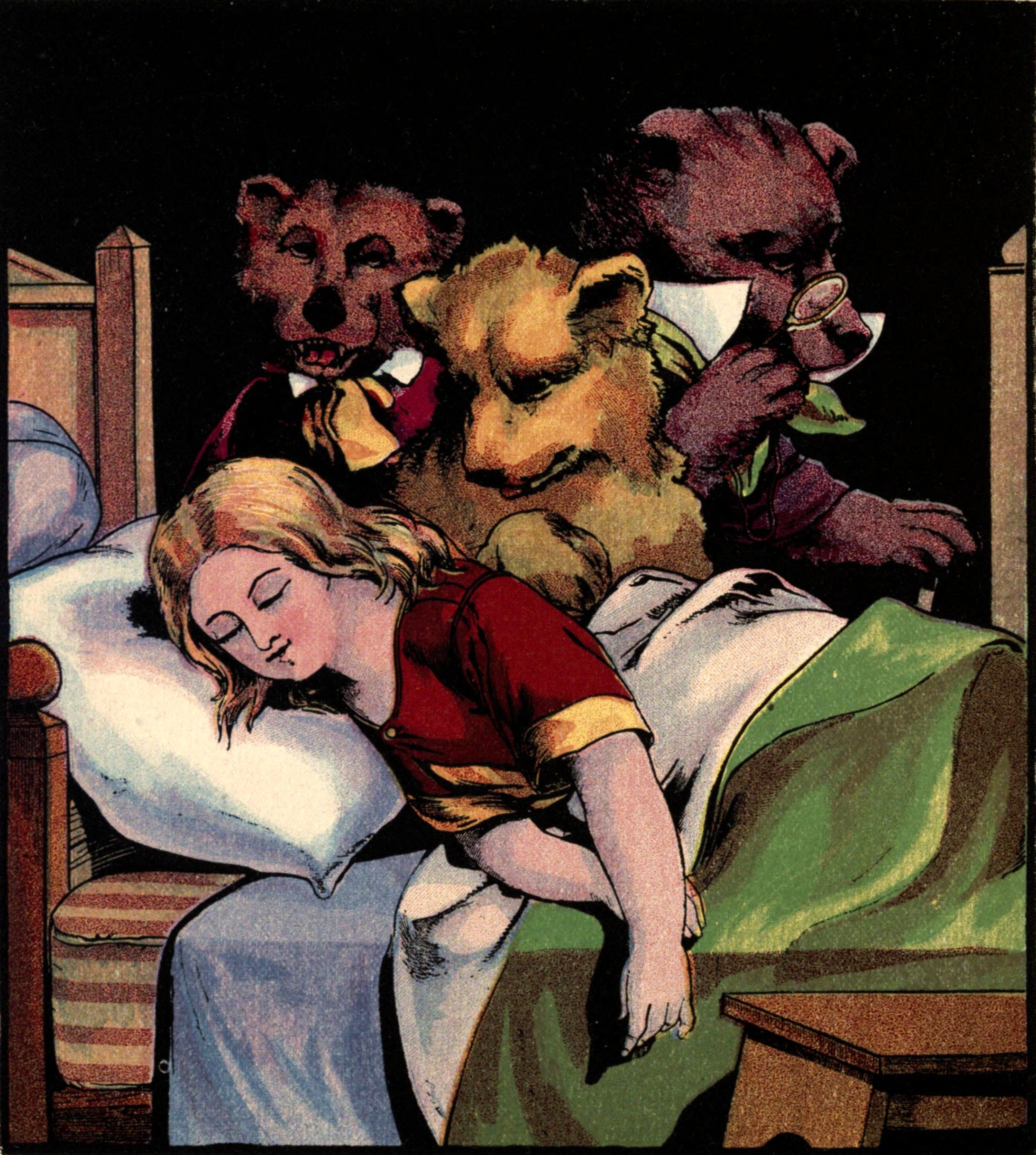
Boucles d'or et les Trois Ours.
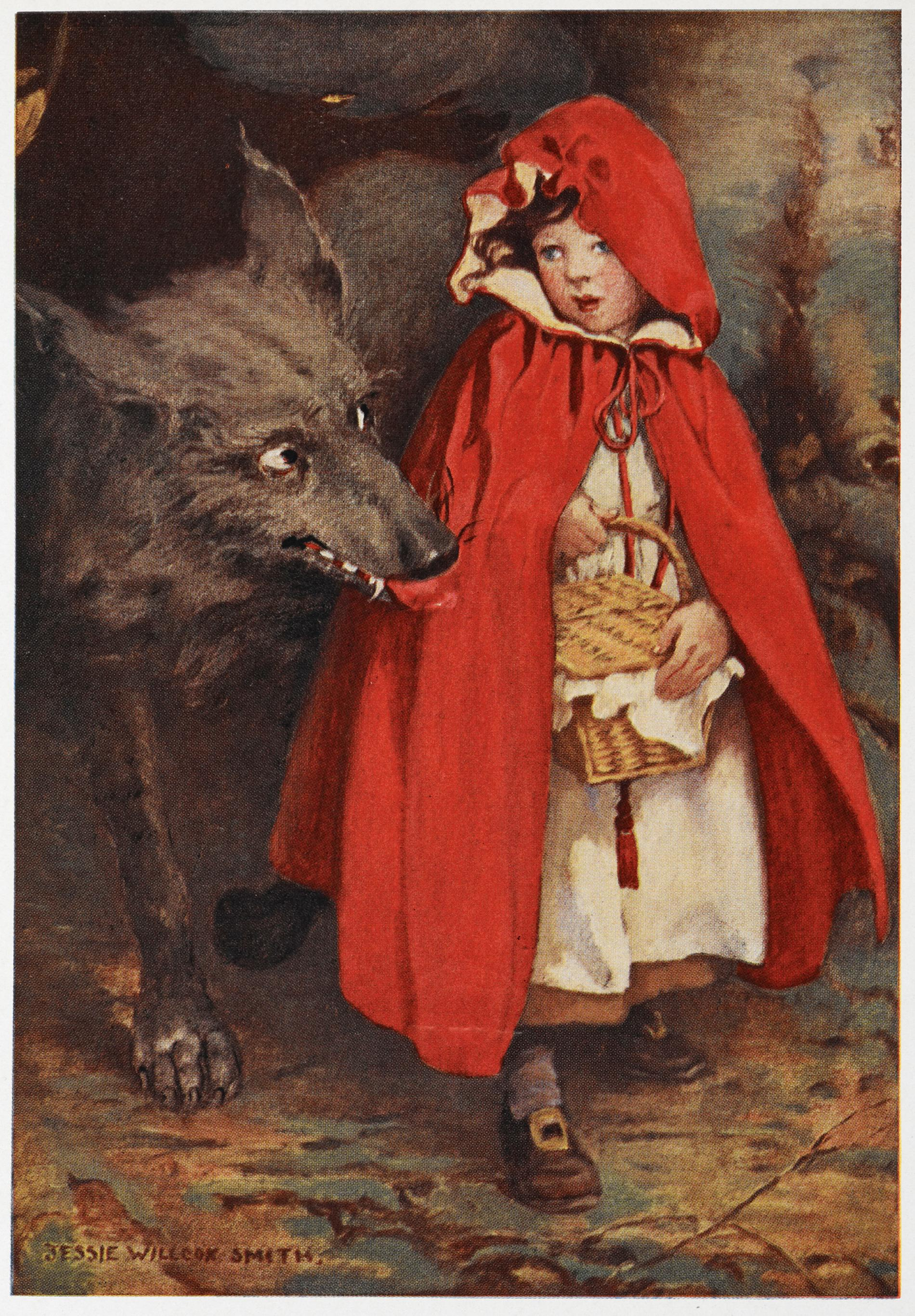
Le Petit Chaperon rouge.
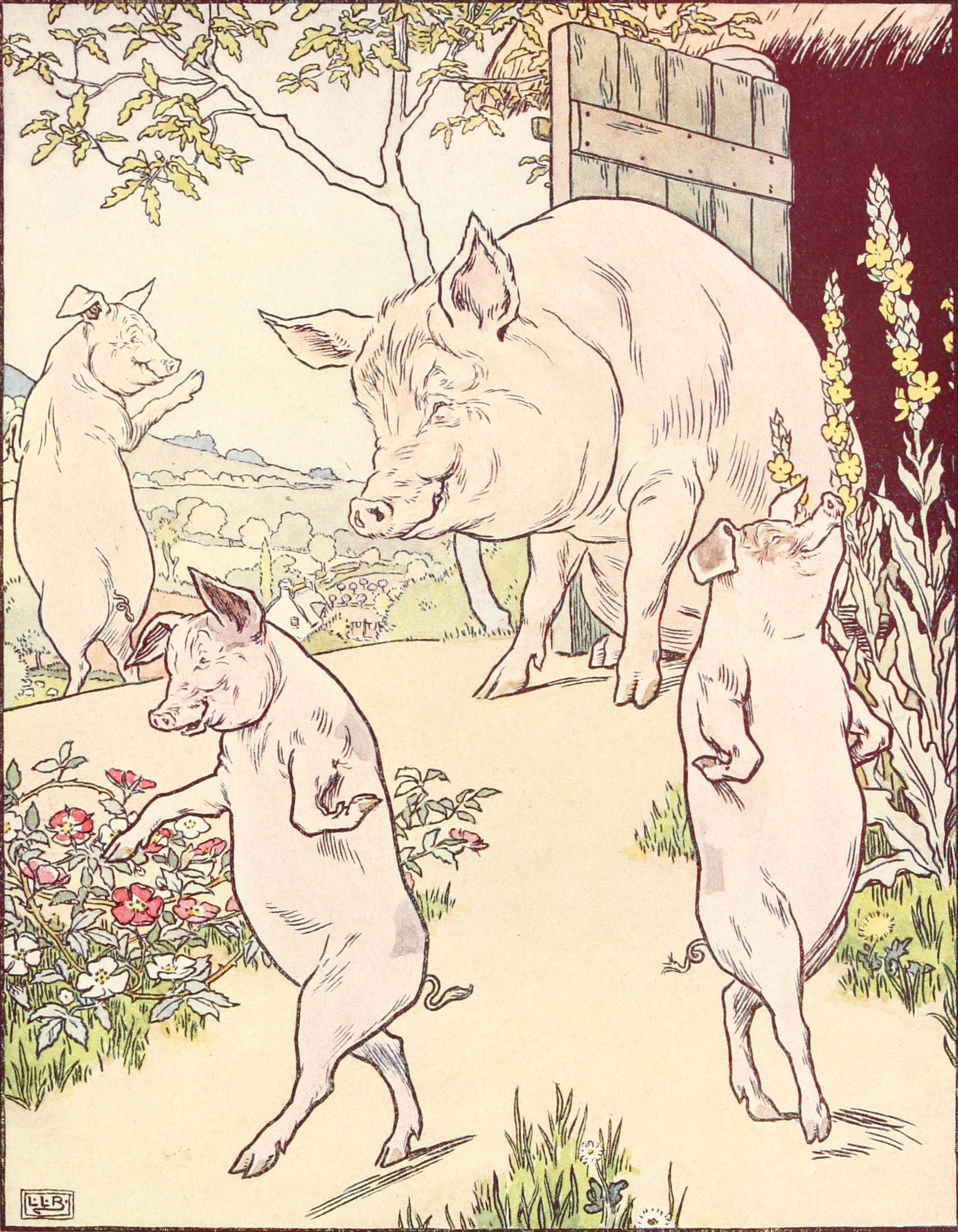
Les Trois Petits Cochons.
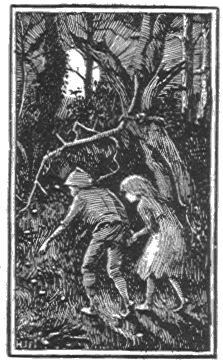
Hansel et Gretel
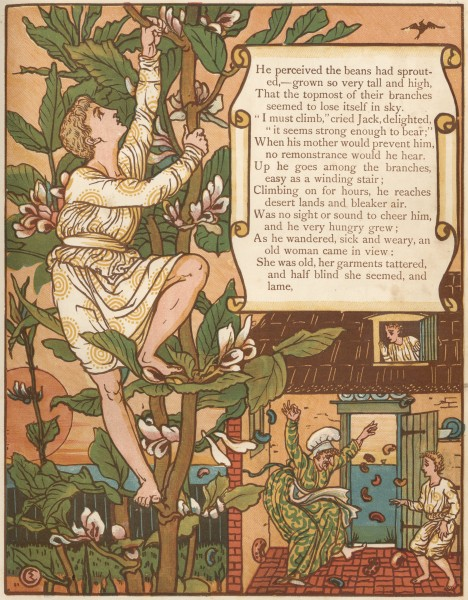
Jack et le Haricot magique.

### L'ambition d'un « RPG européen »

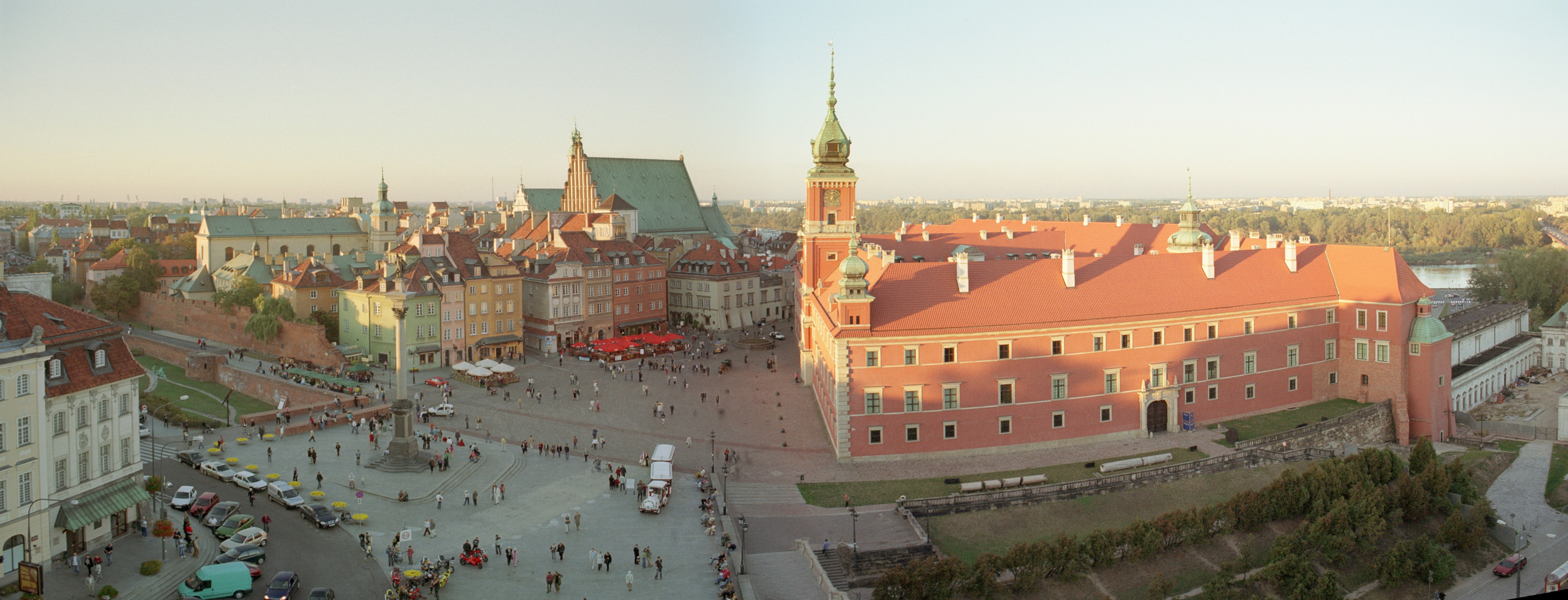
Le studio CD Projekt Red est situé à Varsovie, capitale de la Pologne, dont l'histoire récente marquée par la guerre va inspirer l'ambiance du Witcher 3.

### Une progression linéaire évitant la redondance

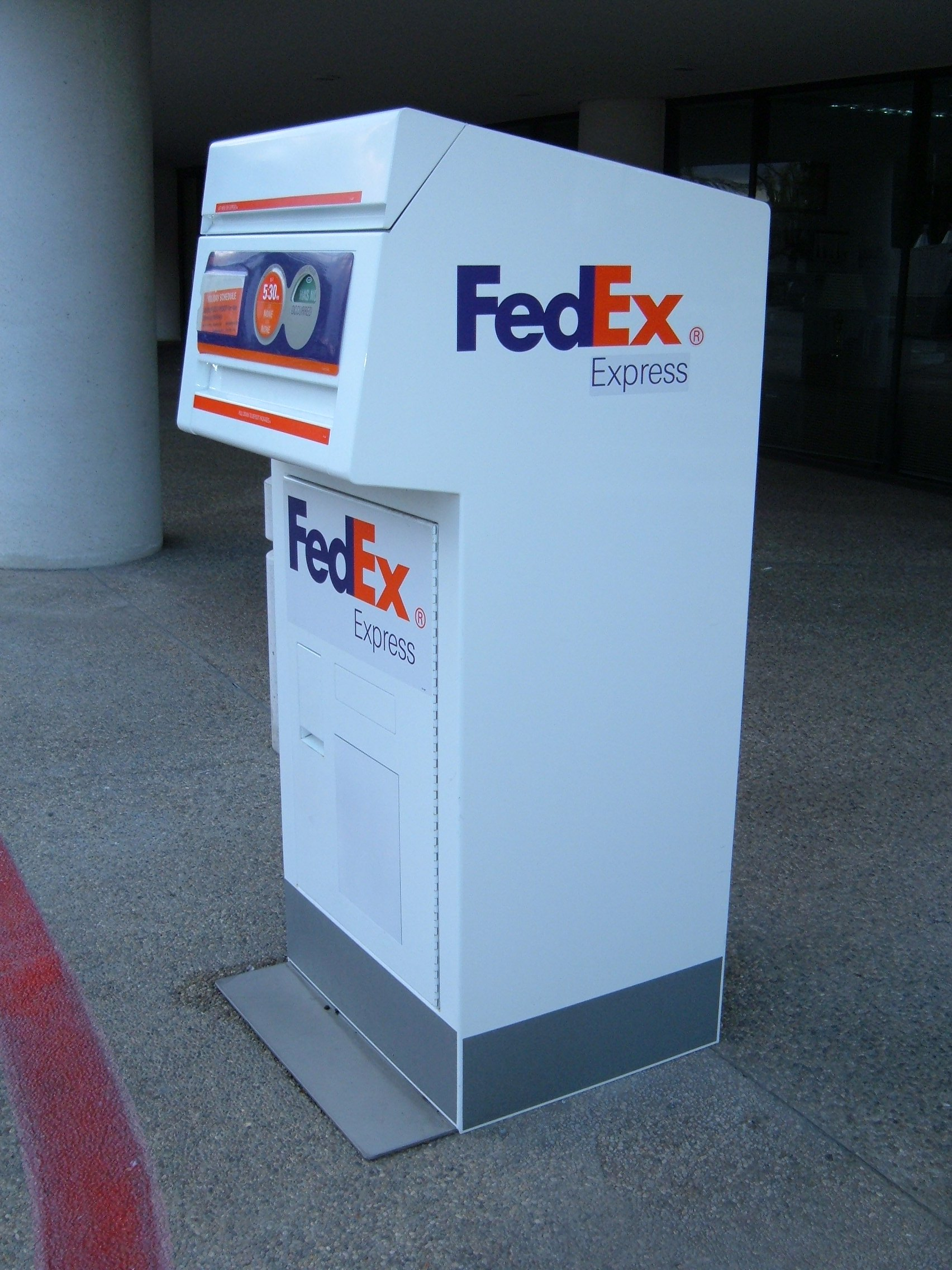
Les scénaristes réécrivent certaines quêtes jusqu'à dix fois pour s'assurer qu'elles ne manquent pas d'originalité et qu'elles ne soient pas assimilées à des « quêtes FedEx » consistant simplement à se déplacer pour récupérer et livrer des objets.

### L'hypothèse d'un Witcher 4

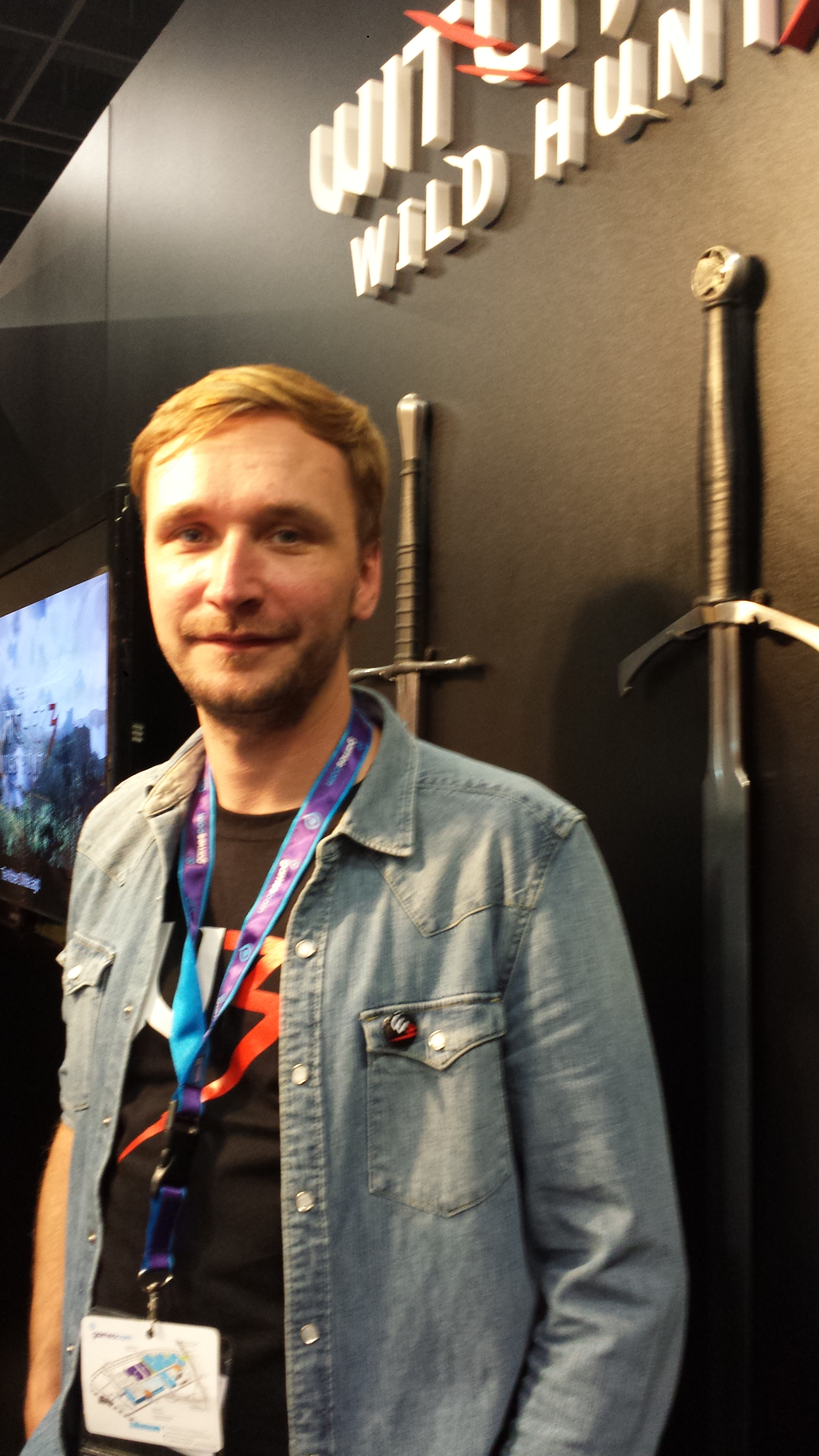
Adam Badowski (ici à la Gamescom 2013) hésitera un moment avec ses pairs à diviser le jeu en deux parties.

### Mécaniques de jeu abandonnées

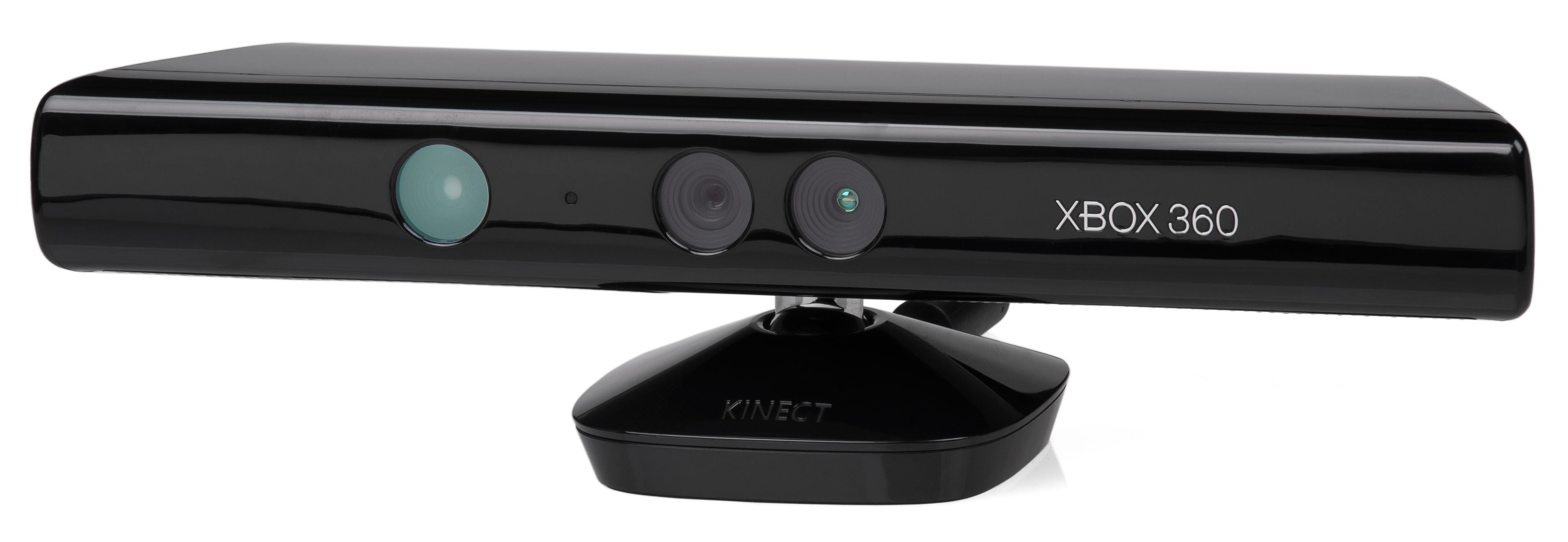
Une idée abandonnée en cours de développement visait à adapter le jeu pour le faire tourner sur la console Kinect, qui permet de se dispenser de manette.

### Retards de production

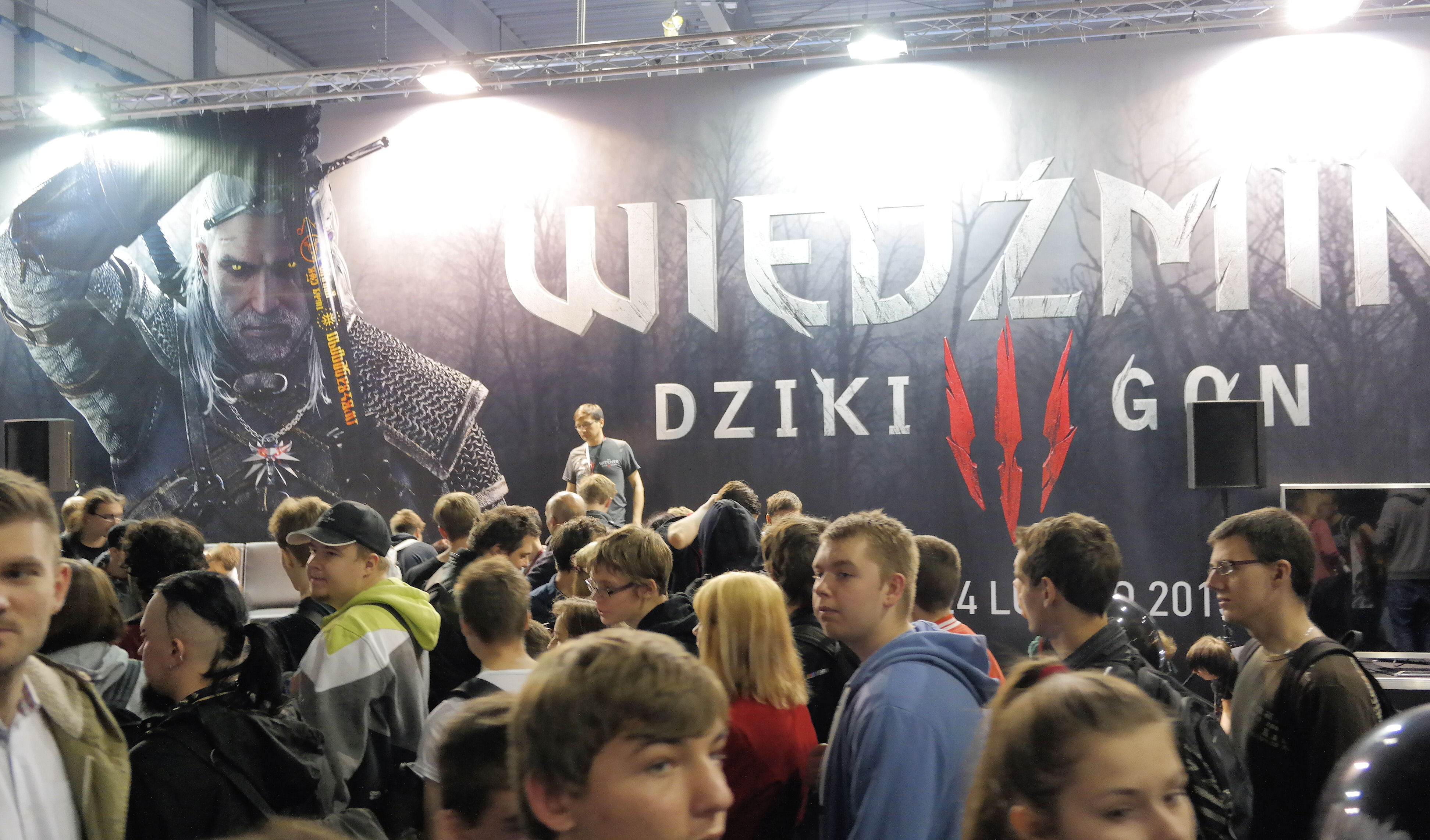
Le stand du Witcher 3 au salon polonais de la Poznań Game Arena, en 2014.

#### DansHearts of Stone
Olgierd von Everec, un aristocrate du nord d'Oxenfurt, engage par contrat Geralt pour qu'il tue un crapaud géant hantant les égouts d'Oxenfurt. C'est l'occasion pour le sorceleur de s'attarder dans la ville aux savants et à l'académie réputés, où il retrouve une vieille amie introduite dans The Witcher 1, la guérisseuse Shani. Mais en abattant le monstre, le sorceleur découvre que sous cette forme était en fait ensorcelé un homme, désormais sa victime. Aussitôt capturé par les gardes du défunt, qui s'avère être un prince du pays d'Ophir, il ne doit son salut qu'au mystérieux Gaunter de Meuré, entrevu dans le prologue à Blanchefleur, qui le délivre de ses chaînes en échange d'un service que le sorceleur devra lui rendre. Le magicien charge Geralt d'accomplir trois vœux pour Olgierd, le commanditaire du contrat, qui savait en fait pertinemment qu'un prince était enfermé dans le crapaud et ce dans quoi s'engageait Geralt. Ce dernier exige des explications d'Olgierd et apprend que le noble a autrefois fait l'échange avec Gaunter de son cœur, remplacé par un cœur de pierre, pour pouvoir accéder à l'immortalité. Il avait souhaité voir la mort du prince d'Ophir car celui-ci avait jadis été le prétendant officiel du grand amour d'Olgierd, Iris, pour qui Olgierd avait voulu devenir immortel. Il demande alors à Geralt d'exaucer les trois vœux suivants : accompagner et divertir son frère Vlodimir le temps d'une nuit, se venger de la famille Borsodi en saisissant la maison de l'un des leurs, et récupérer une rose violette qu'il avait offerte à Iris autrefois. Ces tâches paraissent cependant impossibles, Vlodimir et Iris étant morts depuis des années, et la maison des Borsodi étant imprenable, mais le sorceleur reçoit l'aide surnaturelle de Gaunter de Meuré et parvient à les mener à bien.

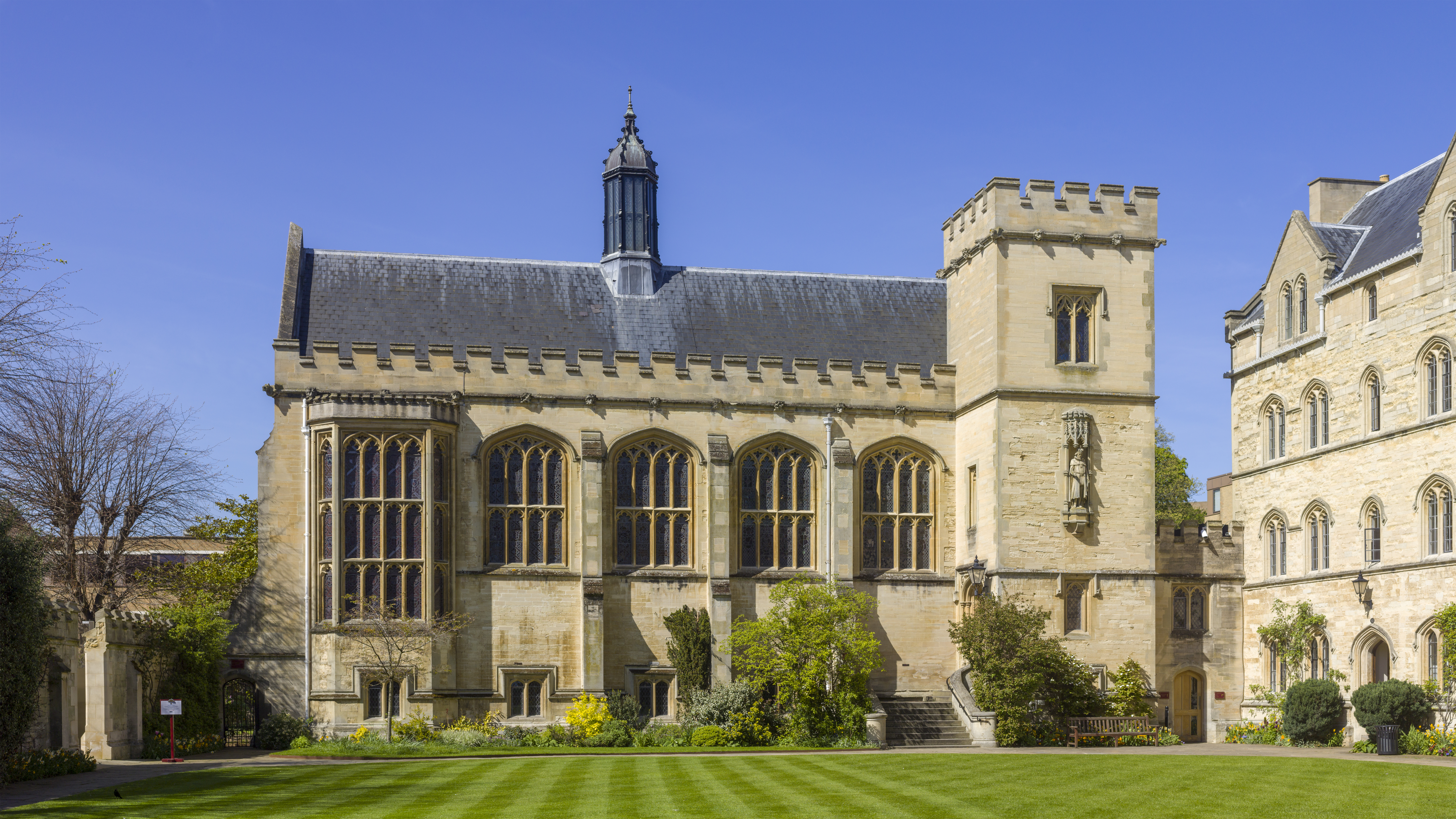
Le nom, l'architecture et la réputation du quartier académique d'Oxenfurt ne sont pas sans rappeler l'université d'Oxford.

Geralt laisse ainsi l'esprit défunt de Vlodimir prendre possession de son corps le temps d'une soirée et accompagner son amie Shani à une fête de mariage dans la région de Novigrad, ce qui remplit les conditions du premier vœu. Il réunit ensuite une équipe d'experts pour être en mesure de braquer le manoir de Maximilian Borsodi situé à Oxenfurt et d'atteindre sa chambre forte, où un testament stipule que la fortune des Borsidi doit être entièrement redistribuée dans des œuvres de charité, ce qui exauce le second vœu. Pour la troisième et dernière mission, Geralt parvient à entrer dans une dimension surnaturelle qui lui donne accès aux souvenirs passés d'Olgierd et d'Iris, dans le manoir des von Everec ; il y apprend que du fait de son « cœur de pierre », Olgierd n'était plus en mesure d'aimer Iris et que celle-ci avait fini par dépérir et mourir seule, triste et malheureuse. Geralt a alors le choix de récupérer la rose violette des mains d'Iris, ce qui libérerait l'esprit damné de cette éternité maudite, ou de laisser à la jeune femme sa fleur lui rappelant le temps des amours heureuses. Quoi qu'il en soit, les trois vœux que Meuré avait promis à von Everec sont exaucés et le mystérieux magicien révèle alors sa véritable identité : il n'est autre qu'une entité maléfique et cruelle, qui piège ses victimes et exige leur âme en échange de l'accomplissement de quelques-uns de leurs souhaits, sans que ceux-ci ne s'en doutent. Il avance ainsi qu'Olgierd doit maintenant respecter sa part du contrat et lui céder son âme.
Geralt peut choisir d'intervenir pour sauver von Everec ou bien de laisser Meuré récolter son dû. Dans ce dernier cas, Geralt sera en mesure de formuler un vœu que le démon s'engage à exaucer ; mais s'il tente de sauver von Everec en offrant lui-même son âme, Geralt met Meuré dans une impasse logique qui oblige le monstre à rompre le contrat. Son statut de mortel et ses émotions retrouvées, Von Everec fait don de son épée de famille à Geralt et lui promet de recommencer sa vie.

#### DansBlood and Wine

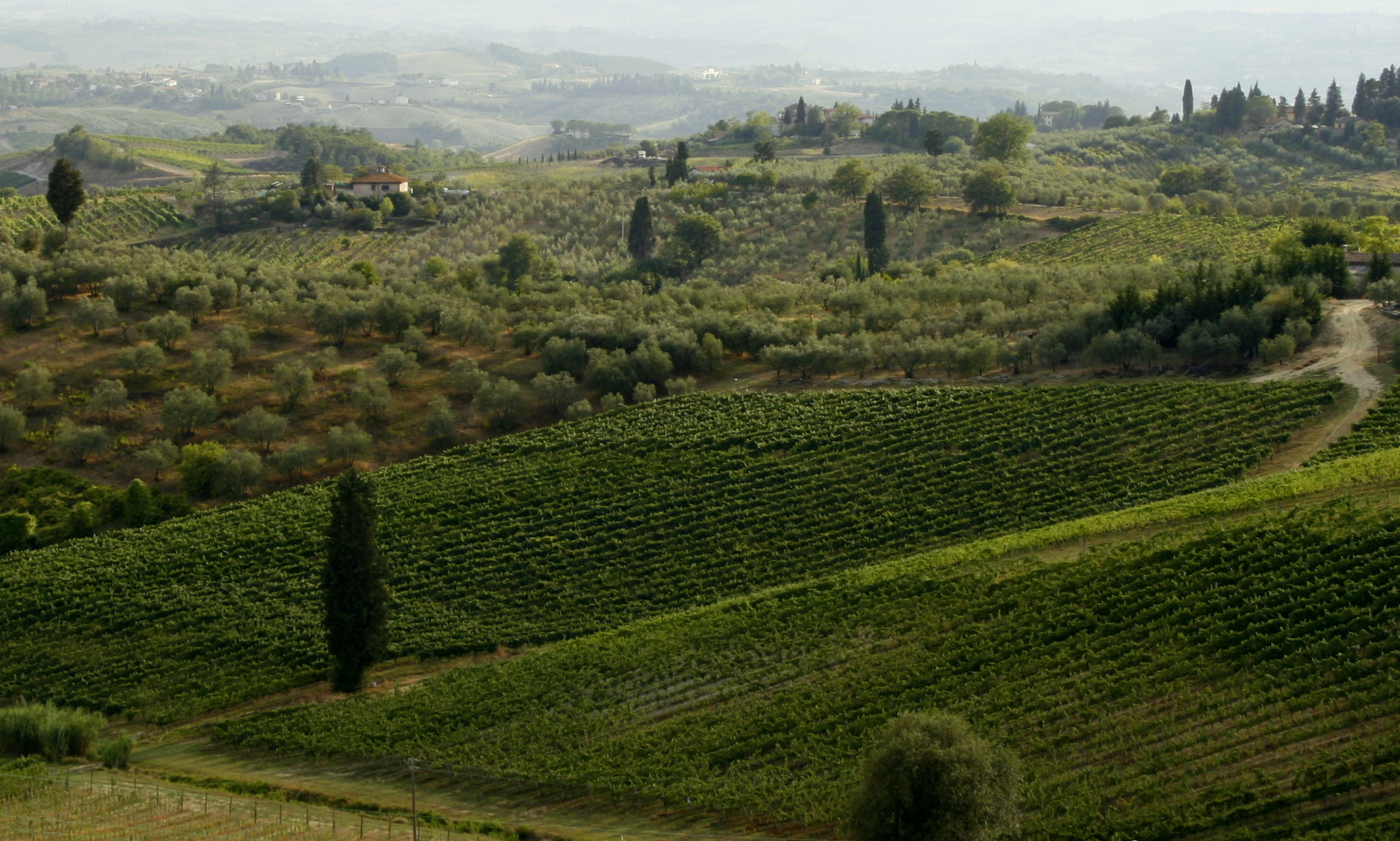
Les paysages méditerranéens comme ceux de la Toscane servent d'inspiration pour la direction artistique du duché de Toussaint, disponible en extension.

La duchesse Anna Henrietta, souveraine de Toussaint, requiert l'aide de Geralt car deux de ses chevaliers ont péri dans d'étranges circonstances. À son arrivée dans la région, renommée pour la qualité de ses vignobles et la douceur de son climat, une troisième victime est découverte. Le sorceleur décèle rapidement un motif dans les meurtres et parvient à acculer le monstre coupable dans un entrepôt, mais juste avant qu'il ne le mette hors d'état de nuire, le vampire supérieur Emiel Régis, une vieille connaissance de Geralt que celui-ci croyait mort, surgit dans la bataille et permet à la bête de s'enfuir. Il explique que c'est à cette créature — en réalité un autre vampire supérieur nommé Dettlaff van der Eretein — qu'il doit sa résurrection, et que selon le code des vampires tous deux sont désormais liés par le sang.
Geralt et Régis finissent par découvrir que Dettlaff ne commet ces crimes que sous le chantage : son amante Rhenawedd a été enlevée et les ravisseurs exigent en échange le meurtre de plusieurs personnes, dont les identités ne sont révélées à l'assassin qu'une par une. En remontant la piste et en faisant part de son avancement à la duchesse, Geralt apprend d'Anna Henrietta que sa sœur, Sylvia Anna dite Syanna, bannie de la cour des années auparavant du fait d'une malédiction, pourrait être mêlée à cette conspiration qui a tué plusieurs chevaliers proches du pouvoir. Geralt, Régis et Dettlaff assaillent le château des ravisseurs et comprennent que Rhenawedd et Syanna ne sont qu'une, et que la jeune femme a monté cet enlèvement de toutes pièces. Fou de rage devant cette trahison, Dettlaff menace de détruire Toussaint si Syanna ne lui donne pas d'explications dans les trois jours. Geralt rend compte de la rencontre à Anna Henrietta, qui refuse de croire aux méfaits de sa sœur et charge le sorceleur de traquer et mettre à mort le vampire supérieur.
Geralt peut choisir d'affronter Dettlaff immédiatement ou bien d'aller demander des comptes à Syanna, qui a été emprisonnée par les gardes de sa sœur dans un livre de contes enchanté. Dans ce « Pays des mille fables », qui regorge de personnages renommés de la littérature merveilleuse, Syanna explique que les chevaliers qu'elle a cherché à tuer avaient composé l'escorte chargée de l'exiler du royaume ; elle omet de mentionner que son ultime victime aurait été sa propre sœur. Par le biais d'un vampire très ancien, Geralt parvient ensuite à convoquer Dettlaff pour une ultime confrontation dans le château de Tesham Mutna.
Selon les choix effectués précédemment, Syanna pourra rester enfermée dans le livre de contes, mourir des mains de Dettlaff ou bien lui survivre. Si Syanna meurt, Geralt est jeté en prison et n'en sort que sur une grâce de la duchesse, obtenue avec difficulté par Jaskier. Après avoir enquêté sur la dernière victime visée par Syanna, il peut tenter d'en informer Anna Henrietta dans la crypte ducale où celle-ci fait le deuil de sa sœur, mais elle refuse de l'entendre et de le revoir jamais. Si Syanna survit à la rencontre, Geralt vient à bout du vampire supérieur, qui est achevé par Régis ; mais ce dernier sera ostracisé par les autres vampires pour avoir versé le sang d'un des siens. Le sorceleur peut ensuite se laisser décorer immédiatement des honneurs du duché, ou bien poursuivre brièvement son enquête de manière à comprendre qui Syanna souhaitait faire assassiner en dernier : sa propre sœur. Le sort des deux femmes varie ensuite selon les actions de Geralt : Syanna pourra tenter de tuer Anna Henrietta lors de la cérémonie, avant d'être elle-même atteinte par le carreau d'arbalète d'un chevalier. Faute d'héritière pour monter sur le trône, Toussaint tombera alors dans le chaos. Une autre fin possible inclut Geralt parvenant à convaincre Syanna d'accorder son pardon à Anna Henrietta et de donner une nouvelle chance à leur relation.
L'épilogue voit Geralt se reposer dans le domaine viticole qu'il a reçu en paiement de son contrat, et accueillant la visite d'un personnage qui varie selon les choix effectués dans le jeu principal : Ciri, Yennefer, Triss ou Jaskier.

## Système de jeu

### Généralités
The Witcher 3: Wild Hunt est un jeu vidéo de type action-RPG avec un point de vue à la troisième personne. Le joueur incarne le sorceleur Geralt de Riv, un chasseur de monstres mandaté par des personnages non-joueurs pour les débarrasser de nuisibles ; la composition de ce bestiaire fait appel à plusieurs mythologies, au folklore d'Europe de l'Est ou encore à des références plus ésotériques. En plus de courir et de combattre à l'aide d'armes et de sorts, Geralt est capable pour la première fois dans la série de chevaucher, de sauter, d'enjamber ou de grimper sur des obstacles, de s'accrocher à des rebords, de nager et de naviguer sur des esquifs,.

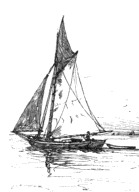
Le joueur peut désormais traverser des étendues d'eau en naviguant sur un petit voilier d'inspiration scandinave.

Son arsenal de combat comprend des bombes disposant d'effets variés, une arbalète et en particulier deux épées, l'une en acier et l'autre en argent, chacune faisant respectivement davantage de dégâts sur les humains et sur les monstres. En situation de combat, Geralt peut choisir d'asséner des coups lourds mais lents, ou bien de lancer des attaques plus rapides mais causant moins de dommages ; il lui est aussi possible d'esquiver ou de parer les coups adverses. Cependant, chaque utilisation diminue l'efficacité de l'arme, qui doit être réparée régulièrement chez un forgeron. En plus des attaques physiques, Geralt dispose de cinq signes magiques qu'il peut déclencher dans un conflit : Aard, qui déclenche un souffle télékinétique déstabilisant les ennemis ou repoussant les obstacles ; Axii, qui engendre la confusion chez ses victimes, qui ne reconnaissent plus leur propre camp, et hors d'une situation de combat permettant de convaincre un personnage d'effectuer une certaine action ; Igni, qui déclenche un souffle de feu ; Quen, qui enveloppe Geralt d'un bouclier protecteur qui absorbe les dégâts ; Yrden, qui pose aux pieds de Geralt un piège pour affaiblir et ralentir ses ennemis. Ces signes magiques puisent dans l'endurance de Geralt, qui se mesure au moyen d'une jauge située à proximité de la barre de vie. Les pouvoirs magiques de Geralt peuvent être renforcés par l'usage de « mutagènes », des mutations propres aux sorceleurs qui viennent soutenir ses compétences naturelles. La santé de Geralt diminue quant à elle lorsqu'il reçoit des dégâts, mais peut se restaurer en utilisant des aliments, des potions ou bien en méditant. La puissance des dégâts et la protection de Geralt sont influencées par l'équipement qu'il porte, dont l'apparence peut être personnalisée avec des teintures disponibles dans l'extension Blood and Wine.
Quatre niveaux de difficulté sont disponibles, lesquels influent sur la quantité de dégâts occasionnés par les adversaires, la rapidité (et la possibilité) de régénération des points de vie, la rareté des objets récoltés dans les coffres et sur les ennemis et le besoin de s'adonner à l'alchimie pour obtenir des avantages décisifs en combat.

### Mécaniques de jeu
Par rapport aux deux opus précédents, certains mécanismes de jeu déjà établis sont revus. Ainsi de l'alchimie : les ingrédients nécessaires à la fabrication d'une potion ne sont requis qu'une seule fois, à la suite de laquelle il suffit de méditer afin de remplir à nouveau toutes les fioles vides du joueur. Leurs effets sont variés : vision de nuit, capacités régénératrices, force supérieure au combat… Leur durée d'effet est réduite, passant de quelques minutes à quelques secondes, et celles-ci sont dorénavant utilisables en combat. En consommer trop se révèle cependant toxique, et à terme Geralt requiert des soins pour s'en remettre.
Geralt dispose d'une monture dévouée, une jument qu'il nomme Ablette et qui accourt vers son cavalier lorsqu'on la siffle. Si, parmi ses différentes allures, le pas et le trot peuvent être utilisés indéfiniment, une barre d'endurance limite le temps passé au galop. Geralt peut asséner des coups ou décocher des flèches à cheval, mais en cas de proximité d'ennemis, une barre indiquant le niveau de peur d'Ablette fera son apparition et à son terme son cavalier sera désarçonné. Il est également possible de s'adonner à des courses de chevaux, distribuées sous la forme de quêtes. Enfin, The Witcher 3 introduit un système d'équipement pour la monture de Geralt : la selle et le trophée de monstre qui y pend peuvent conférer différents bonus au cheval, la sacoche augmenter la taille de l'inventaire, et des œillères diminuent l'effroi d'Ablette à l'approche d'un combat,.
L'agilité de Geralt au combat est revue : il est maintenant capable de se mouvoir en même temps qu'il pare des attaques, ce qui est plus en phase avec l'esprit d'une rixe, et d'esquiver des coups sans pour autant se déporter sur une trop grande surface. Lorsqu'il s'attaque à un groupe d'ennemis, l'intelligence artificielle de ceux-ci les empêche de se jeter dans la mêlée sans discernement. Certains resteront par exemple en retrait, à insulter Geralt ou à tenter de l'atteindre par des flèches.

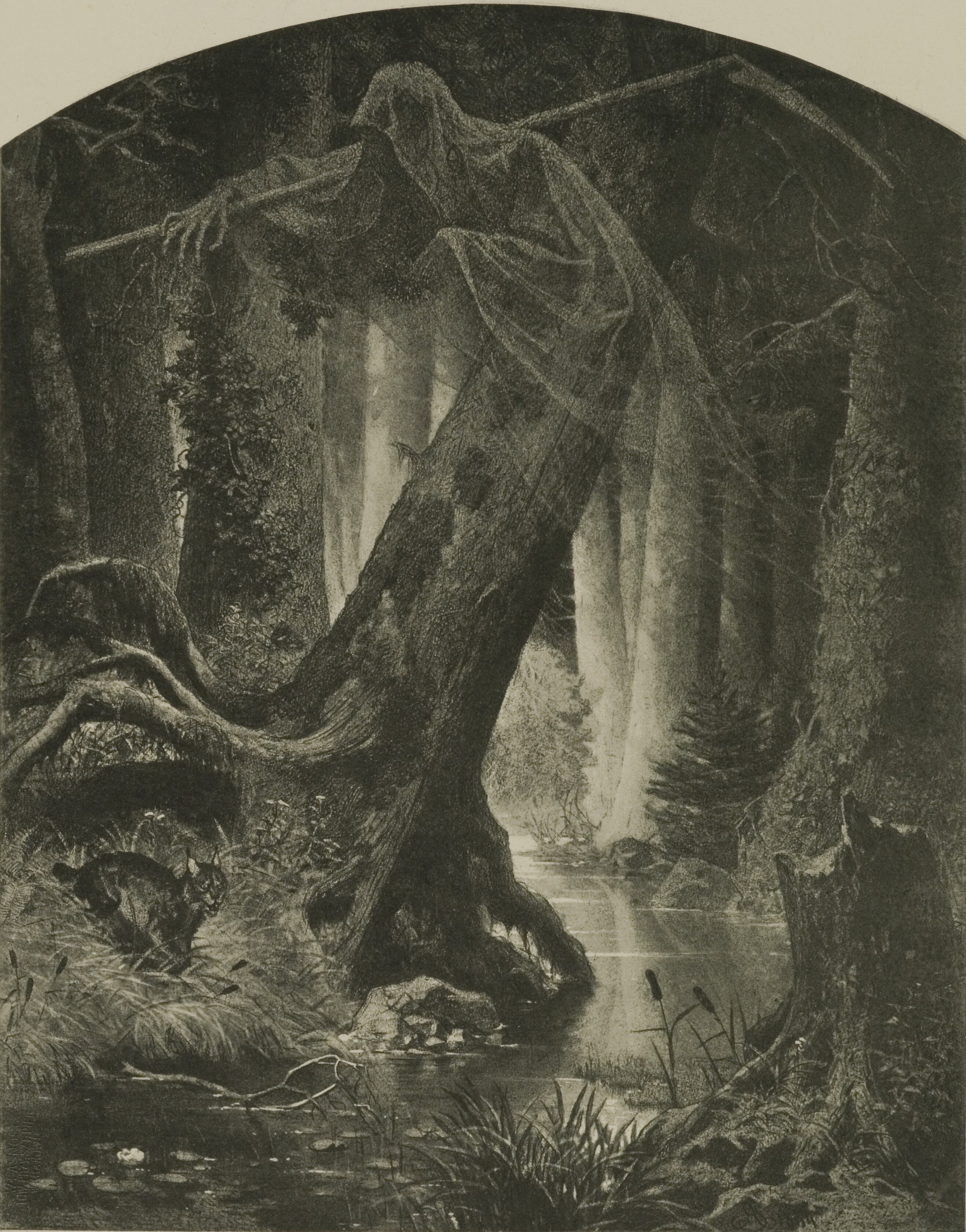
Les contrats de sorceleur amènent Geralt à croiser à de multiples reprises des spectres, tels que la figure fantomatique de Forêt (1864-1866), du peintre romantique polonais Artur Grottger.

Geralt peut choisir de s'arrêter momentanément et de méditer, ce qui permet au temps diégétique de s'écouler et de choisir de retourner en jeu à un moment particulier du cycle jour-nuit, un atout fondamental car le progrès de certaines quêtes varie selon l'heure : un loup-garou sera ainsi plus puissant la nuit tombée, par exemple. Lorsque Geralt entame un contrat de sorceleur, visant à débarrasser la population d'un monstre, il a la possibilité d'en apprendre plus par le biais de la lecture de livres internes au jeu ; ceux-ci affûteront les connaissances de Geralt en vue d'approcher la bête. Geralt peut aussi faire appel à ses sens de sorceleur, qui lui permettent de traquer aisément ses proies en observant l'environnement. Les sens de Geralt ont également l'avantage de déceler dans le décor des points d'intérêt, tels que des objets à collecter, qui se détachent de manière lumineuse dans le radar du personnage. Bien que pouvant être apparenté à de l'« aide » incohérente avec l'univers, l'instinct surdéveloppé de Geralt pour examiner son environnement s'explique harmonieusement dans le contexte de jeu de rôle de The Witcher 3, où le joueur dispose du corps d'un homme « augmenté ». Ces objets récupérés dans la nature ou sur des cadavres d'ennemis peuvent ensuite se vendre à des marchands ou bien s'utiliser dans des recettes artisanales ; les prix d'achat et de vente des biens et services dépendent cependant de la situation économique de la région dans laquelle le joueur se trouve.
L'économie du jeu et le système de création d'objets par l'artisanat sont complexes et ont été attentivement modelés pour accompagner la progression du joueur dans les niveaux et les zones disponibles. Chaque pièce d'équipement se voit ainsi attribuer une valeur selon son potentiel de protection, de soin ou de dégâts. Une pièce d'artisanat ou un objet quelconque, à l'exemple une variété particulière de plante, pourra se vendre pour une somme plus intéressante dans une zone dont elle n'est pas endémique. La nourriture se trouve ainsi aisément sur les îles de Skellige, où le niveau de vie est élevé par rapport au continent ; et si le joueur y achète du pain et tente de le revendre à Velen, où cette denrée est rare, il pourra obtenir des gains substantiels. Ces prix ont notamment été déterminés en suivant la « règle de deux » du gameplay designer Matthew Steinke : « Si vous n'êtes pas sûr à 100 % de la valeur que vous devriez attribuer, multipliez-la ou divisez-la par deux », pour mieux se rendre compte des valeurs relatives et ajuster les évaluations de prix. Pour s'assurer que le joueur ne risque jamais d'être submergé par sa fortune, au cas où il tenterait par exemple de créer à la suite plusieurs exemplaires d'une même arme précieuse, les marchands du jeu ne rachètent et ne vendent des objets que pour une somme extrêmement éloignée de leur valeur véritable. La gestion de l'usure de l'équipement, qui oblige le joueur à choisir parfois entre abandonner un objet ou bien sortir sa bourse pour le réparer, est aussi conçue de manière à réguler l'argent disponible en jeu. L'inventaire a une taille infinie mais une capacité de poids finie, sauf dans le cas des ingrédients nécessaires à l'alchimie, qui peuvent ainsi être accumulés à foison pour faciliter leur usage futur,,.
Des panneaux de direction sont implantés dans chaque village et permettent à Geralt de se déplacer rapidement d'un point à l'autre de la carte, à condition qu'il souhaite se rendre dans des lieux qu'il a déjà découverts par lui-même.

### Narration et activités annexes
Le jeu ne propose pas de chapitre distinct mais une trame narrative plus adaptée à la structure d'un monde ouvert. Il met l'accent sur la portée narrative des décisions du joueur. En choisissant parmi plusieurs options, telles qu'utiliser la négociation ou bien la violence pour se sortir de certaines situations, le joueur façonne les retombées positives ou négatives de ses actes et la fin du jeu qui va lui être associée, parmi 36 fins possibles. Le déroulement des quêtes prend en compte la progression du joueur : une mission peut consister en un personnage non-joueur (PNJ) chargeant Geralt de retrouver une personne disparue, mais si Geralt a déjà rencontré cette personne et discuté avec elle, les étapes suivantes de la quête s'adapteront et tiendront compte de ce que le joueur a déjà accompli. Idem s'il s'agit de récupérer un objet, à l'image de la quête « Le démon près du puits », qui charge Geralt de récupérer un anneau dans un puits : dans la plupart des jeux de rôle, le puits en question serait scellé jusqu'à ce que la quête soit entamée, pour éviter toute incohérence au cas où le joueur chercherait à s'y infiltrer plus tôt ; mais l'équipe de CD Projekt Red préfère éviter une telle inconsistance et prépare à la place des ramifications supplémentaires de la quête, pour le cas où Geralt trouverait l'anneau avant de se voir mandaté de partir à sa recherche. Il est aussi possible d'incarner le personnage de Ciri, la fille de Geralt, dans de courtes séquences où l'on peut user de son pouvoir de téléportation.
Lorsque le joueur parcourt la carte de jeu, des zones d'intérêt en forme de point d'interrogation apparaissent sur celle-ci : antres de monstres, trésors cachés ou encore camps de bandits qui restent voilés de mystère jusqu'à l'arrivée de Geralt. La plupart d'entre eux sont situés hors des sentiers battus et des lieux auxquels s'attachent les quêtes principales, ce qui invite à la prise d'initiative et à l'exploration de la totalité de la carte. De manière générale, il est toujours possible de trouver des idées d'occupations (et de gains) en allant consulter les panneaux situés sur la place publique de chaque village, où les habitants affichent des requêtes que Geralt peut choisir de satisfaire.
Au fur et à mesure que les jours passent dans la diégèse, la barbe et la chevelure de Geralt poussent et peuvent être taillées en se rendant chez l'un des nombreux barbiers établis dans les villes du jeu.
En parallèle, le joueur a la possibilité d'engager avec les PNJ des parties de « gwent », un jeu de cartes mentionné dans les livres comme étant propre aux nains. Au fur et à mesure de ses victoires personnelles, on peut accumuler plusieurs decks de cartes aux couleurs des personnages et de la faune propres à l'univers du Witcher ; un dernier deck est ajouté par le biais de l'extension Blood and Wine. Un des trophées du jeu récompense le joueur qui parvient à tous les accumuler dans une même sauvegarde. Lorsque l'obtention d'une carte est liée à une quête lors d'une étape unique et non-reconductible, les développeurs s'arrangent pour qu'il soit toujours possible de retrouver ladite carte plus tard. Ainsi d'un écrivain de guerre croisé à Blanchefleur, dans le prologue, et qui propose à Geralt de partager une partie, lequel le prévient qu'il risque de se faire détrousser pour ses chaussures s'il poursuit sa route : une fois arrivé à Velen, le joueur pourra retrouver son cadavre pendu à un arbre et dépouillé de ses chaussures, tandis que ses affaires, dont la fameuse carte de gwent unique, sont trouvables dans l'herbe en contrebas.

### Une nouvelle référence dans le monde ouvert

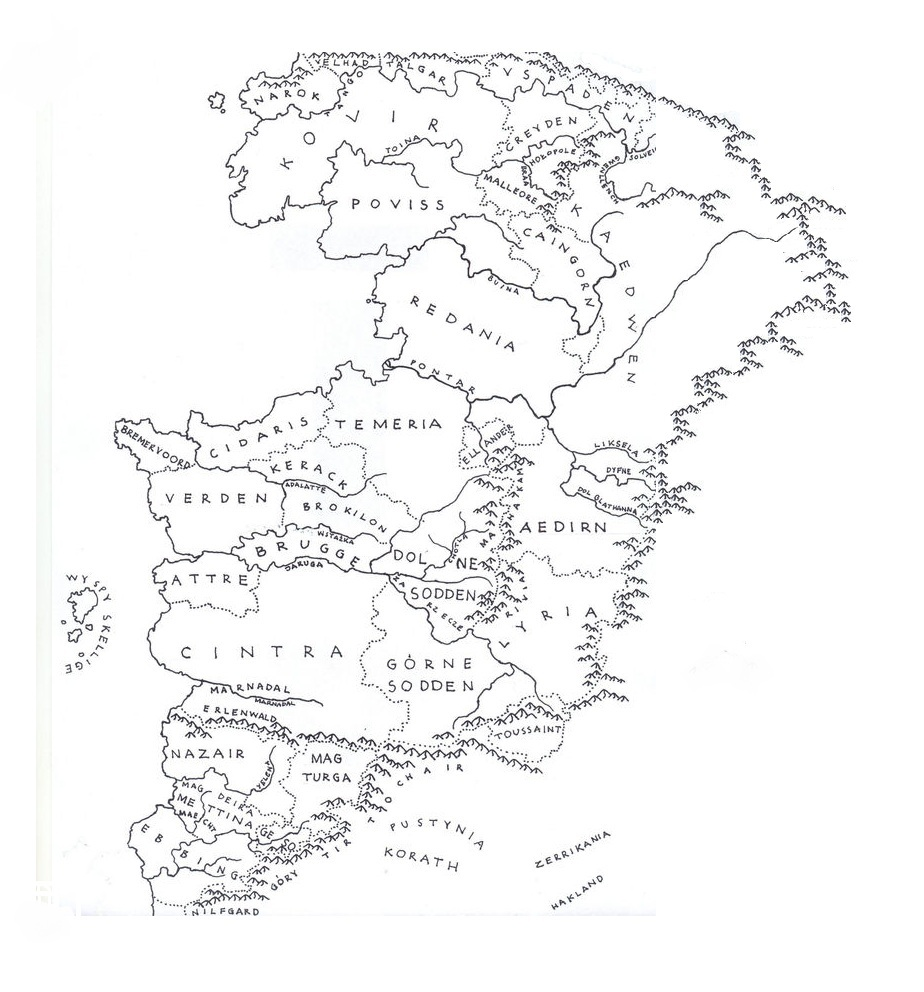
La carte du jeu propose d'explorer les zones de Redania et d'une partie de la Temeria (au centre), de Skellige (à l'ouest), de Kaedwen (nord-est) et de Toussaint (sud-est).

La taille de la carte de jeu bénéficie des progrès techniques apportés par un nouveau moteur de jeu : tandis que les deux premiers opus proposaient un monde semi-ouvert, découpé en petites régions aux frontières bien délimitées dans lesquelles le joueur pouvait déambuler librement, The Witcher 3 propose dans la région de Velen un monde immense entièrement ouvert, que jouxtent quelques régions séparées et de taille variable, tels que le palais de Wyzima qui n'intéresse l'intrigue qu'à quelques reprises, l'archipel de Skellige, ou bien la région de Toussaint ajoutée par l'extension Blood and Wine. La taille de la carte, en prenant en compte toutes les zones jouables à l'exception du duché de Toussaint qui n'a été ajouté que plus tard, avoisine les 136 km2. Ces chiffres sont alors inédits et font du jeu la nouvelle référence des jeux en monde ouvert, en détrônant d'autres grands succès commerciaux aux cartes de jeu considérables tels que Grand Theft Auto V (81 km2), Far Cry 4 (46 km2), Red Dead Redemption (41 km2), 
Skyrim (39 km2) ou encore Grand Theft Auto: San Andreas (36 km2).
Le monde ouvert présente différents écosystèmes pour lesquels les développeurs ont cherché inspiration dans des paysages réels, en particulier les panoramas typiques d'Europe du Nord. Ce sont des traités historiques d'architecture d'Europe centrale et de l'Est qui servent de base à leurs recherches sur le style des bâtiments. Les intérieurs des maisons sont commandités aux level designers pour être conçus en deux semaines ; de fait, ceux-ci se lancent dans une compétition pour réaliser les meilleurs décors intérieurs, en recyclant la plupart des assets (étagères, tables garnie de plats…). Aucun endroit n'est cependant représenté en toute exactitude et à échelle similaire, d'une part parce que l'univers se veut fantastique, et d'autre part et surtout, parce que chaque lieu n'est créé qu'en prenant en compte sa cohésion avec les mécaniques de gameplay et de level design.
- La région de Velen et du no man's land, construite autour des mots d'ordre « désespoir, faim et désolation[Note 3] », se base grandement sur la campagne polonaise, riche de bois et de marécages, notamment ses villages et ses châteaux[33]. C'est d'ailleurs pour refléter immédiatement cette ambiance crépusculaire que l'entrée de Geralt dans la région s'effectue en passant sous un arbre aux pendus[21].
- La forteresse de Kaer Morhen, fief des sorceleurs, avait déjà été modélisée dans The Witcher ; les développeurs s'aident donc de leurs travaux précédents, à la grande satisfaction de joueurs qui souhaitaient y retourner[21].
- Novigrad pourrait tenir de la vieille ville de Varsovie, détruite par la guerre puis reconstruite[34], mais sa représentation s'inspire aussi des villes portuaires d'Amsterdam et de Gdańsk[35].
- L'archipel de Skellige ressemble fortement à la Scandinavie[35] mais est aussi inspiré par l'Irlande et l'Écosse[21] et emprunte son nom aux îles Skellig[36], en plus d'accorder aux personnages locaux l'accent irlandais[37] et de puiser quelques inspirations de quêtes dans le folklore national. Les noms des clans de Skellige présentés dans le jeu proviennent d'ailleurs de l'irlandais : An Craites signifie « hanté » et Tuirseachs signifie « fatigué ». L'architecture et les croyances religieuses locales se rapprochent cependant davantage de celles des Vikings. D'après Cian Maher du site Eurogamer, la discrimination dont souffrent les habitants de Skellige par la faute des Royaumes du Nord reflète également les stéréotypes liés aux Irlandais, associés à l'ivresse et à l'insouciance[36].
- Le duché de Toussaint ajouté par l'extension Blood and Wine est déjà mentionné à plusieurs reprises dans les livres de Sapkowski, mais son manque de représentation laisse le champ libre aux artistes environnementaux de CD Projekt. Ceux-ci s'amusent à quitter les sentiers battus de la mythologie slave pour proposer une contrée ensoleillée et luxuriante, calquée sur des images du sud de la France et de l'Italie, intégrant de forts accents féériques[38]. Toussaint se distingue des autres territoires que parcourt le sorceleur par sa météo clémente, et la joie de vivre qui y règne. Les designers usent certains des lieux mentionnés dans les livres pour aiguiller la cartographie des rues de la capitale : le Mont Gorgon, qui surplombe les vallées verdoyantes du duché, et le palais, en retrait sur les pentes, ainsi que le temple, autant de monuments à utiliser comme points de repère pour se repérer une fois en ville[39]. Pour distinguer Beauclair, la capitale du duché, de la grande ville de Novigrad, l'accent est porté sur la verticalité de l'exploration : depuis le port et les quartiers bas, plus pauvres, jusqu'aux maisons bourgeoises et au château situé en hauteur[39], des districts aux ambiances et aux altitudes bien distinctes sont conçus de manière à faire de Beauclair un véritable panorama touristique, à admirer depuis le lointain. Les routes sinueuses qui parsèment la campagne sont ensuite créées au départ de la capitale pour s'éloigner et accueillir les points d'intérêt qui seront le départ des aventures de Geralt[38]. La quantité de ressources nécessaire pour afficher chaque détail de la ville est cependant énorme. De nombreuses astuces sont alors trouvées pour complexifier la visibilité vers l'horizon : par itération, la hauteur des bâtiments est relevée, des arches, des étals sur le marché et autres constructions sont ainsi ajoutés pour réduire la ligne de vue et éviter au moteur de jeu de consommer trop de mémoire en tentant d'afficher des panoramas plus lointains[39].

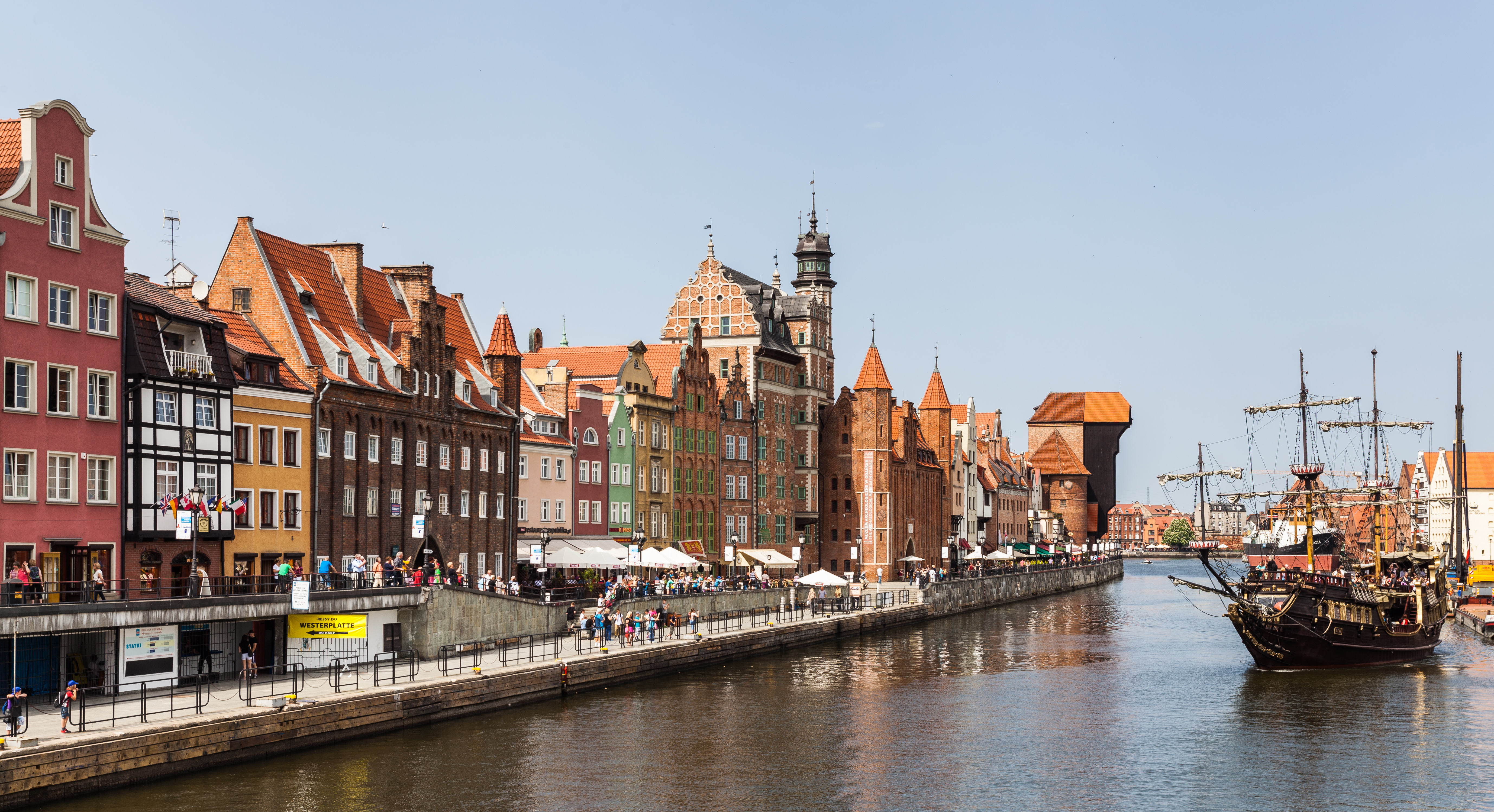
Les docks de Gdańsk, en Pologne, influencent la représentation du port de Novigrad, en particulier la grue à l'extrémité du quai[33].
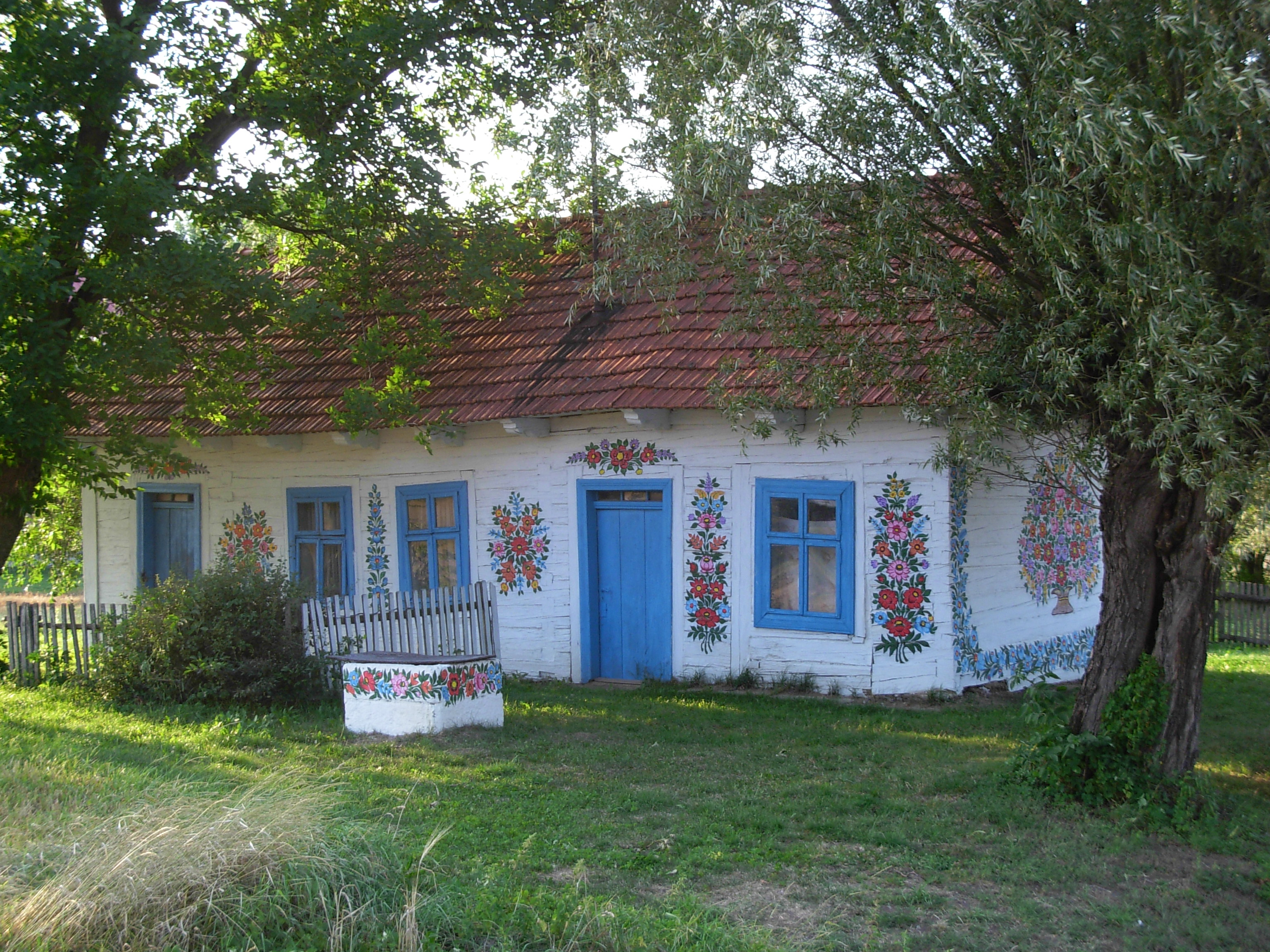
Les cottages polonais de Zalipie, de possibles inspirations pour les maisonnettes de la campagne de Novigrad[33].
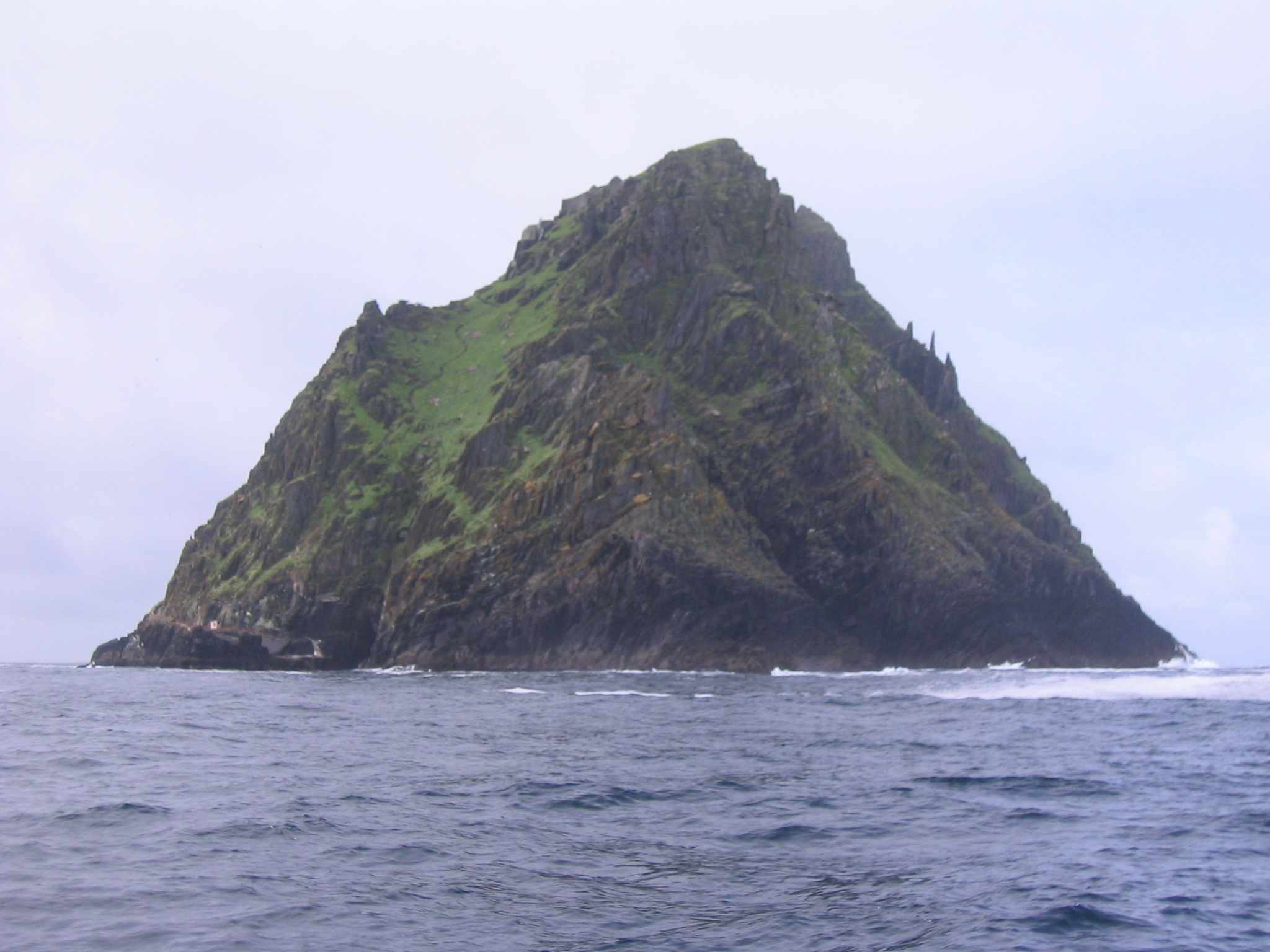
L'archipel de Skellige semble emprunter beaucoup à l'île irlandaise de Skellig Michael, à commencer par son nom[37].

La végétation est étudiée et reproduite dans ses moindres détails, comme le type de plantes poussant selon un sol forestier et une luminosité donnés. Leur apparition n'est pas aléatoire et dépend de leur proximité avec des éléments géologiques tels qu'un ruisseau ou un champ cultivé, reproduisant fidèlement le monde réel et facilitant l'immersion du joueur. Certaines plantes ne seront trouvables que sous l'eau ou au sommet des montagnes, de même que des créatures comme les griffons ne seront visibles qu'en altitude, tandis que les nixes (« nekkers » en version francophone) resteront sous la couverture des bois. La présence des monstres variera également selon l'heure du jour ou de la nuit, puisque leur cycle de vie en dépend. Une attention jusque-là inédite dans un jeu vidéo est portée à l'implémentation de la végétation, à l'exemple du sol forestier, dont la composition des herbes varie selon l'intensité de leur exposition au soleil (entre des fougères à l'ombre et des hellébores plus au soleil), ou visible dans les paysages sculptés par la main de l'homme, comme les champs de Novigrad aux étendues disparates que délimitent de petits sentiers de terre, ou bien dans la campagne de Toussaint, qui accueille aussi bien des rangées ordonnées de vignes que des mers de tournesols. L'extension Blood and Wine se rapproche plus particulièrement des contrées méditerranéennes et fait notamment ressentir ses influences par la multitude de plants de vigne, d'oliviers et de lierre sur les bâtisses. La luxuriance de la végétation en certains points, comme à l'est de la ville de Novigrad, permet à certains protagonistes tels que l'espion Vernon Roche de chercher refuge pour de longs mois, ce qui paraît faire écho au mode de vie des résistants de l'insurrection polonaise de 1861-1864.

### Durées moyennes du jeu
Le jeu est conçu par ses créateurs pour proposer une quête principale durant une cinquantaine d'heures, accompagnée d'intrigues secondaires qui portent le tout à cent ou cent-vingt heures de contenu.
|                           | Scénario principal | En prenant son temps | Accomplissement intégral |
| Édition initiale          | 49 heures          | 102 heures           | 169 heures               |
| Extension Hearts of Stone | 9,5 heures         | 14 heures            | 18 heures                |
| Extension Blood and Wine  | 15,5 heures        | 28,5 heures          | 41,5 heures              |
| Édition Jeu de l'année    | 50,5 heures        | 128 heures           | 191 heures               |

### Bande-son

#### Bande originale
La bande-son du jeu est accueillie très favorablement par les critiques et se distingue par son fort usage de sons et de chants slaves, parfois à base de lamentations de femmes, notamment dans les thèmes accompagnant les phases de combat. Elle est enregistrée à Francfort-sur-l'Oder par le Brandenburg State Orchestra sous la direction de Bernd Ruf. Les sons de bataille, de canons, de flèches décochées, le cliquetis des troupes marchant en armure et d'un forgeron à l'œuvre sont introuvables dans les bibliothèques de sons et sont donc captés lors d'une reconstitution de la bataille de Grunwald. Pour refléter l'écho et le bruit étouffé des heaumes sur la voix des soldats et plutôt que de maquiller le son avec des égaliseurs, leurs dialogues sont enregistrés en déposant un casque sur le micro. Les sons plus précis d'une épée sortie de son fourreau, de gravier, ou d'étoffe de vêtement que l'on effleure sont enregistrés en studio. Les bruits ambiants accompagnant Geralt lorsque celui-ci chevauche Ablette ou traverse une rivière, quant à eux, varient selon la météorologie et sont par exemple atténués si une tempête fait rage ou si le vent souffle. L'équipe son a à cœur de proposer une expérience authentique, « brutale, crue, et capable de faire frissonner tout entier à l'écoute ».
Lors d'une conférence à la Game Developers Conference 2016, Marcin Przybyłowicz et le compositeur indépendant Mikołaj Stroiński reviennent sur la production des musiques du jeu, caractérisées par le défi de faire le lien entre le passé de la franchise, marqué par de très nombreuses adaptations plus ou moins réussies, et les ambitions actuelles du studio. Pour redéfinir le style musical du jeu, les compositeurs se penchent sur la manière d'exprimer le folklore slave, la maturité et l'ambivalence morale de l'histoire et le caractère à la fois intime et épique de la narration.

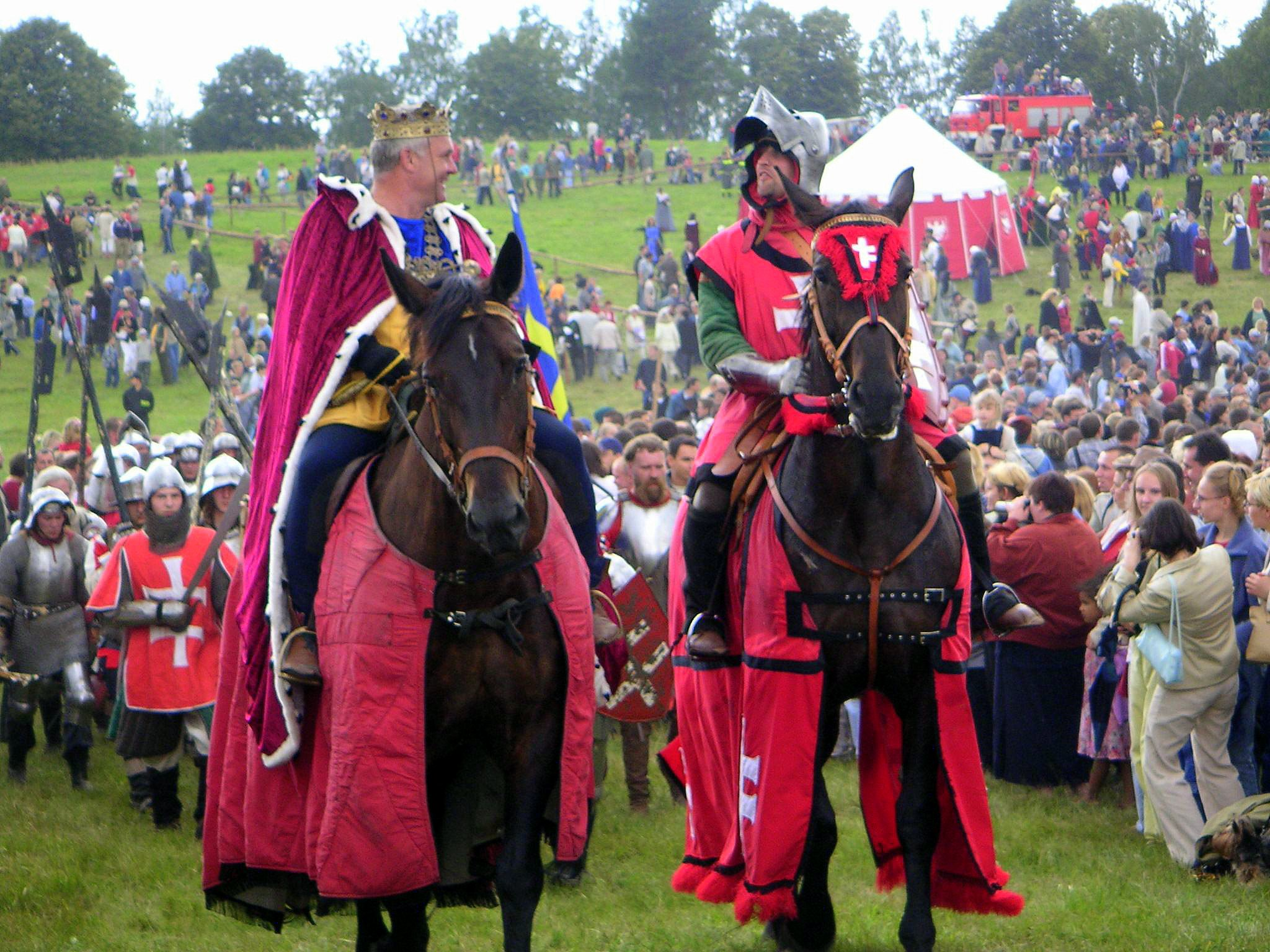
Les sons typiques de combat et des armes sont enregistrés lors d'une reconstitution de la bataille de Grunwald.

Durant la préproduction, l'équipe conçoit trois piliers d'ambiances musicales différentes : des airs de musique folklorique slave, d'Écosse et d'Irlande ; des sons plus contemporains et familiers aux oreilles des auditeurs aguerris aux œuvres de fiction autour du monde médiéval ; et des mélodies et des leitmotivs d'illustration d'ambiances ou de cinématiques, permettant de créer une musique qui paraisse linéaire, alors même que l'environnement en monde ouvert du jeu est non-linéaire. Elle conçoit son propre système de musique adaptable, et délaisse au passage la bibliothèque de gestion de sons FMOD pour le moteur audio interactif Wwise. Un écueil qu'elle cherche à éviter : refléter la taille du monde de jeu, et donc de la bande originale, dans les coûts de production. Des airs thématiques sont ensuite fixés : le jeu reprendra les titres déjà existants de Witcher 1 avec le Main Theme (« Thème principal ») et de Witcher 2 avec Lodge of Sorceresses (« La Loge des magiciennes ») et Assassins of Kings (« Assassins de rois »), et y ajoutera des airs autour des thèmes d'Eredin et de la Chasse sauvage, d'Emhyr et du Nilgaard, de Ciri, des amours de Geralt, du Baron sanglant, des Moires, des chasseurs de sorcière et des elfes.
Les compositeurs approchent ensuite plusieurs musiciens spécialisés dans la musique slave pour les aider et qui posséderaient déjà des instruments anciens se prêtant à ce type de musique, parmi lesquels le groupe Percival. La différence de parcours entre les artistes de CD Projekt, ayant suivi une formation de musique classique, et les autodidactes de Percival entraîne cependant des tensions au début de leur collaboration : tous ne maîtrisent pas la même terminologie, et les retards entraînés par le manque de cohésion signifient une perte d'argent pour la production. Przybyłowicz finit par renoncer à ses rigoureux travaux préparatoires et les invite à une jam session qui les lance enfin sur les bons rails et leur permet de créer un contenu musical de qualité. D'autres musiciens indépendants sont recrutés : Robert Janowski et Amir Yaghmau qui sont multi-instrumentistes, Andrew Duckles comme soliste à l’alto et Jenny Tamakatsu au violon.
Des instruments d'origines très variées, loin de se limiter au monde slave, produisent les sons les plus reconnaissables de la palette de The Witcher 3 : le bağlama turc ou saz constitue le principal instrument à cordes pincées, et c'est un kamânche du Moyen-Orient qui confère la tension à certains des thèmes réguliers. Les instruments sont construits par les artistes eux-mêmes à l'aide de l'iconographie médiévale, en usant de matériaux les plus fidèles possible. Une vielle à roue, typique de l'Europe de l'Est, est notamment construite sur mesure pour incorporer sept cordes et non les trois habituelles, ce qui lui confère une portée plus large, plus crue, plus « démoniaque ». Un gousli, typique de Russie et d'Ukraine, est également conçu à partir de restes archéologiques datant du XIIe siècle trouvés dans la ville polonaise de Gdańsk. Parmi d'autres instruments utilisés : les uilleann pipes, le tambour yaylı, le ghaychak, le bouzouki, le luth, le dulcimer, des flûtes médiévales et des tin whistles, des violoncelles électriques et acoustiques et un violon soliste sans compter de nombreux chants.
Les sessions d'enregistrement s'étalent entre Varsovie (où se trouvent Przybyłowicz et Percival) et Los Angeles (où réside Mikołaj Stroiński et où sera créé le master de la bande-son), les deux chefs de projet se relayant malgré le décalage horaire pour faire avancer la musique chacun de leur côté. The Witcher 3 est alors à un stade « fonctionnel », ce qui permet de fournir aux artistes freelance nombre de sources d'inspiration, à commencer par des démonstrations de gameplay ou des concept arts. Les compositeurs doivent prendre en compte la tonalité particulière des instruments, que leur impose l'époque à laquelle ceux-ci ont été conçus. La très grande majorité de la bande-son est ainsi composée en ré mineur, et agrémentée de quelques plus rares notes en sol mineur, ce qui contraint les artistes à se concentrer sur les altérations de rythme pour être en mesure de proposer des variations dans les mélodies. Le choix est fait de donner aux instruments libre cours à toute leur palette, et l'usage de grandes compositions orchestrales est ainsi délaissé, au profit des solos qui deviennent le cœur de la musique. Le recours aux jam sessions et aux improvisions permet d'ailleurs d'obtenir des sons inattendus mais bienvenus, qui pour certains viendront soutenir le fond phonique des tavernes ou bien servir d'indice sonore dans le mini-jeu du gwent.
Une fois le contenu musical enregistré, les compositeurs s'attachent à relier une mélodie particulière à chaque ambiance ou lieu important du jeu, mais aussi à en créer sur mesure pour toutes les cinématiques, tout en veillant à ne pas sacrifier la valeur artistique de la musique au nom d'une implémentation sans reproche. Le processus d'enregistrement et d'installation prendra six mois dans sa totalité. Un prototype est réalisé avec l'aide d'un programmeur audio et du concepteur de quêtes senior de CD Projekt, mais tout le travail d'implantation en jeu est réalisé par un seul employé en la personne de Przybyłowicz.

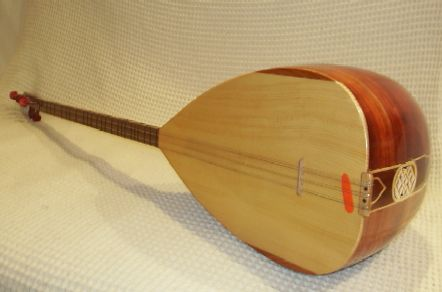
Un bağlama turc ou saz.
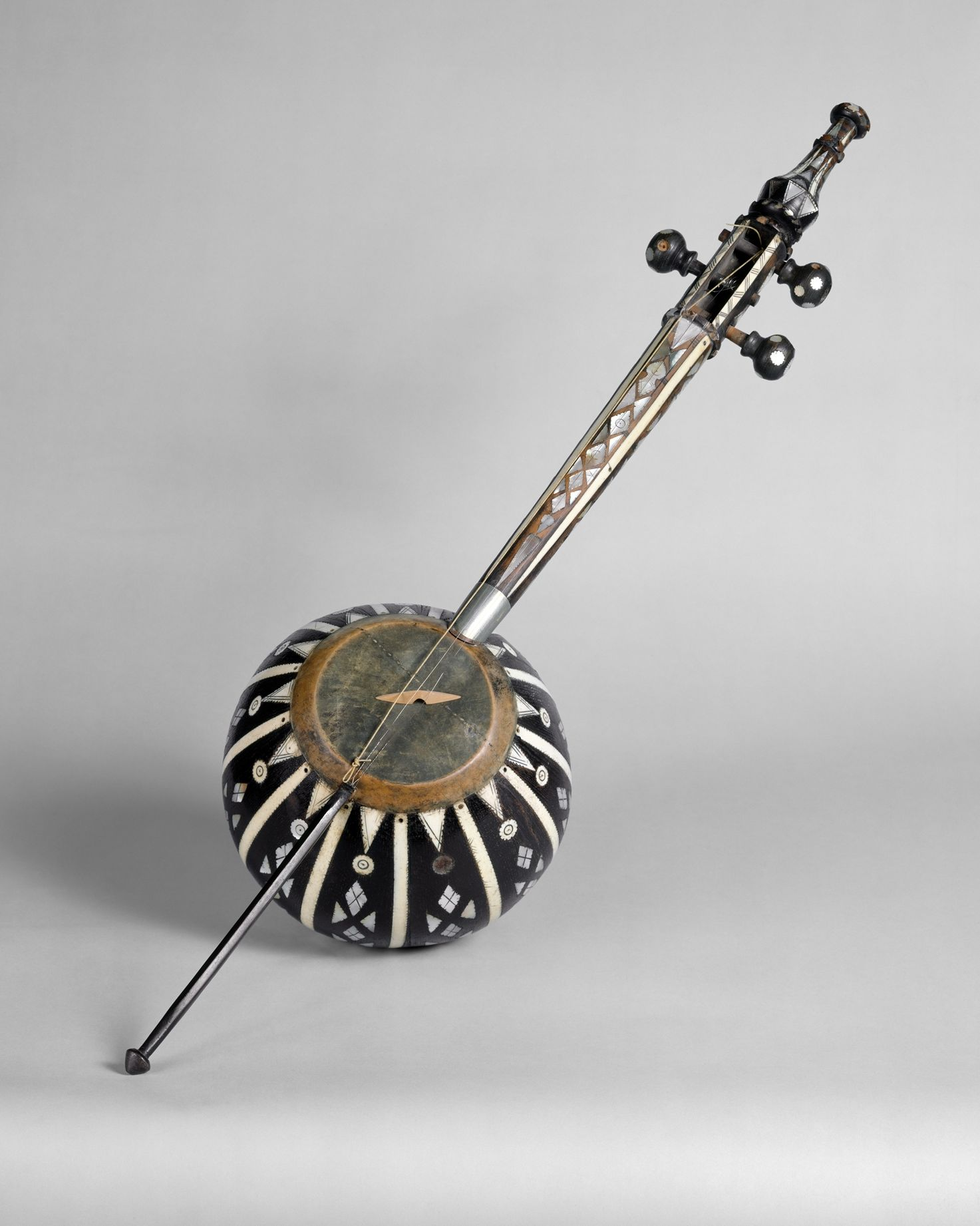
Un kamânche du Moyen-Orient.
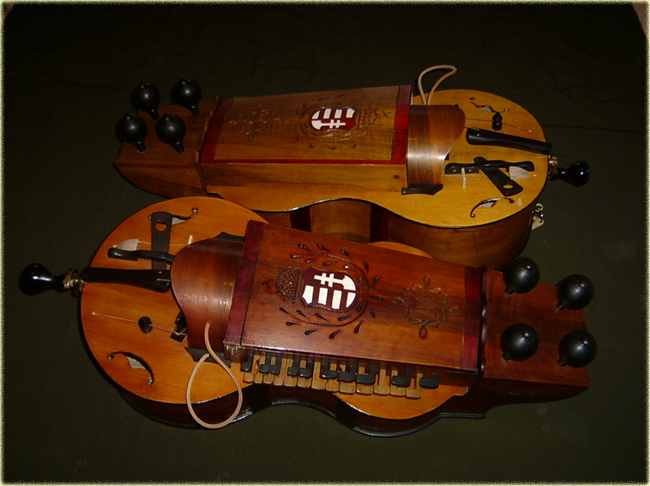
Des vielles à roue hongroises.

À ces albums s'ajoutent quelques titres indépendants comme Lullaby of Woe, composée par Marcin Przybyłowicz et qui illustre la bande-annonce du jeu mettant en scène une brouxe, et Wolven Storm (aussi connue sous le nom de Priscilla's Song), également créée par Przybyłowicz.
Une trentaine de titres musicaux issus du jeu de base et des deux extensions sont interprétés en 2016 au Film Music Festival de Cracovie face à un grand écran où défilent des images tirées du jeu ; la captation du concert est ensuite mise en ligne et distribuée sur GOG.com, la plateforme de distribution de CD Projekt.

#### Doublage et cinématiques
Près de 500 doubleurs sont mobilisés pour donner voix aux sept versions du jeu totalement doublées en langue étrangère (y compris la chanson interprétée par le personnage de Priscilla), sur un total de quinze versions : polonais, anglais, français, allemand, russe, japonais, portugais brésilien,, auxquels s'ajoutent à l'écrit l'espagnol, l'espagnol sud-américain, le coréen, le chinois, le tchèque, le hongrois et l'arabe, puis le turc dans l'édition Game of the Year. En Chine ou au Japon, l'entièreté des doubleurs disponibles est mobilisée et nombreux sont ceux qui recyclent leur voix dans des personnages d'arrière-plan tels que les mendiants croisés en ville. Des comédiens enfants sont aussi engagés, supervisés par leurs parents, ce qui fait craindre aux chargés de localisation que les adultes n'interrompent soudain les séances de doublage pour éviter aux enfants d'être choqués par les thèmes abordés. Ce sont aussi 15 000 lignes de dialogue qui sont rédigées et enregistrées pour donner vie aux personnages non-joueurs s'exprimant au passage de Geralt.
L’attribution d’accents aux personnages est finement étudiée et tient compte des décisions prises pour les deux jeux précédents. Les créatures surnaturelles intelligentes, telles que les Moires du marais, sont ainsi dotées de l'accent gallois. Novigrad, la plus grande ville du jeu, propre au melting pot, use de l'accent londonien. Puisque les habitants de Kaedwen avaient déjà reçu dans The Witcher 2 l'accent d'Irlande du Sud, celui propre à Skellige est basé sur la diction des acteurs nord-irlandais Liam Neeson et James Nesbitt. Pour le duché de Toussaint, étant donné que les accents majeurs européens que sont l'anglais, l'italien, le français, l'allemand et l'espagnol ont déjà été parodiés à loisir, c’est le danois qui est sélectionné.
Parmi les comédiens de doublage notables, l'acteur de cinéma Charles Dance, connu pour son interprétation de personnages austères et impérieux tels que Tywin Lannister dans la série télévisée Game of Thrones, prête sa voix à la version anglophone de l'empereur Emhyr var Emreis. L'Irlandais Allen Leech, rendu célèbre par son rôle d'un domestique idéaliste et revendicateur dans Downton Abbey, interprète quant à lui l'insulaire Hjalmar Gueule-en-Coin (« Hjalmar an Craite » en version originale anglophone) dans la même version.
The Witcher 3 contient plus de 2 h 30 de cinématiques et plus de 35 h de dialogues. Du fait du coût de tournage important des cinématiques, qui ne sont pas réutilisables et nécessitent des équipes très spécialisées, des efforts particuliers sont portés sur l'écriture de dialogues dits « cinématiques ». Ces phases durant lesquelles le joueur détermine la suite d'une conversation recyclent des assets déjà créés, sans pour autant briser l'immersion narrative amenée par les cinématiques : les logiciels utilisés en post-production permettent de modifier l'insertion dans une frise chronologique, d'étaler sur la longueur ou d'accélérer des expressions faciales ou des gestes préenregistrés par des acteurs. 2 400 animations sont ainsi créées et utilisées à loisir, à partir d'attitudes-types (« debout et déterminé », « assis et agressif ») même si leur adaptation sur les différents types de personnages (animer un guerrier géant ou bien un nain) reste délicate. Dans les versions localisées en langues étrangères, cette gestion des dialogues cinématiques permet de garder synchronisés les doublages et les animations des personnages, puisque la durée et le départ de chaque animation sont liés proportionnellement au son qui les accompagne.
Le placement de la caméra est la plupart du temps régi manuellement, notamment dans les scènes d'action où il « suffit » de lui faire suivre les objets en mouvement, mais dans les scènes où les personnages sont immobiles, l'appui d'un logiciel se révèle être un atout. En se basant sur les fichiers son correspondant à chaque voix, celui-ci peut déterminer et exécuter des angles possibles de prises de vue dans une zone de 180 degrés. Dans la scène d'exposition de Yennefer, cependant, un travail attentif et inhabituel est réalisé pour montrer le côté humain de Geralt : lorsqu'il prend son bain dans le donjon de Kaer Morhen, plutôt que de tourner autour de lui selon les règles classiques, la caméra se place entre ses jambes pour révéler sa vulnérabilité.

### Références externes dans le jeu

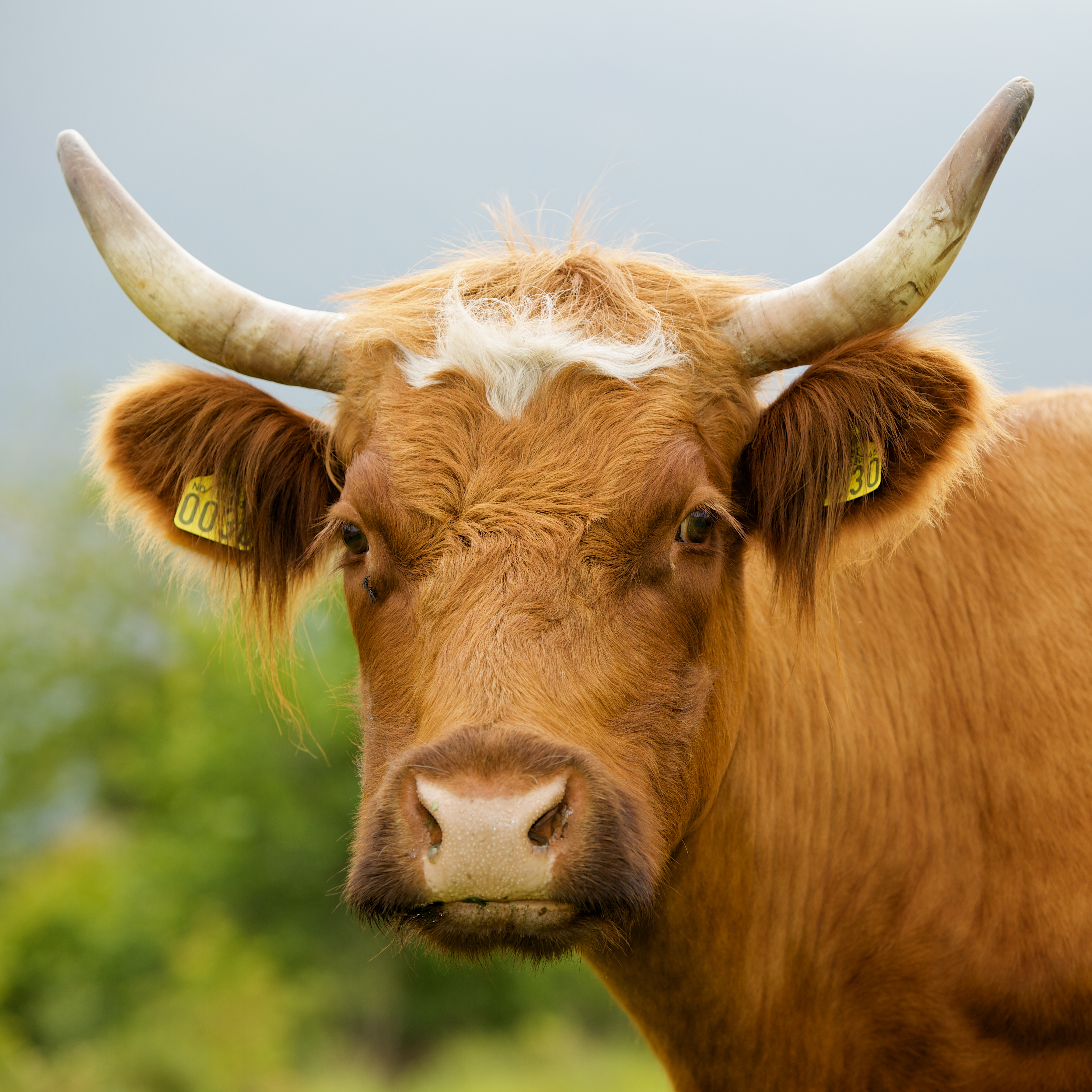
Gare à qui s'acharnera sur des vaches et provoquera l'intervention des « forces de défense bovines ».

### Maturité de l'héritage polonais

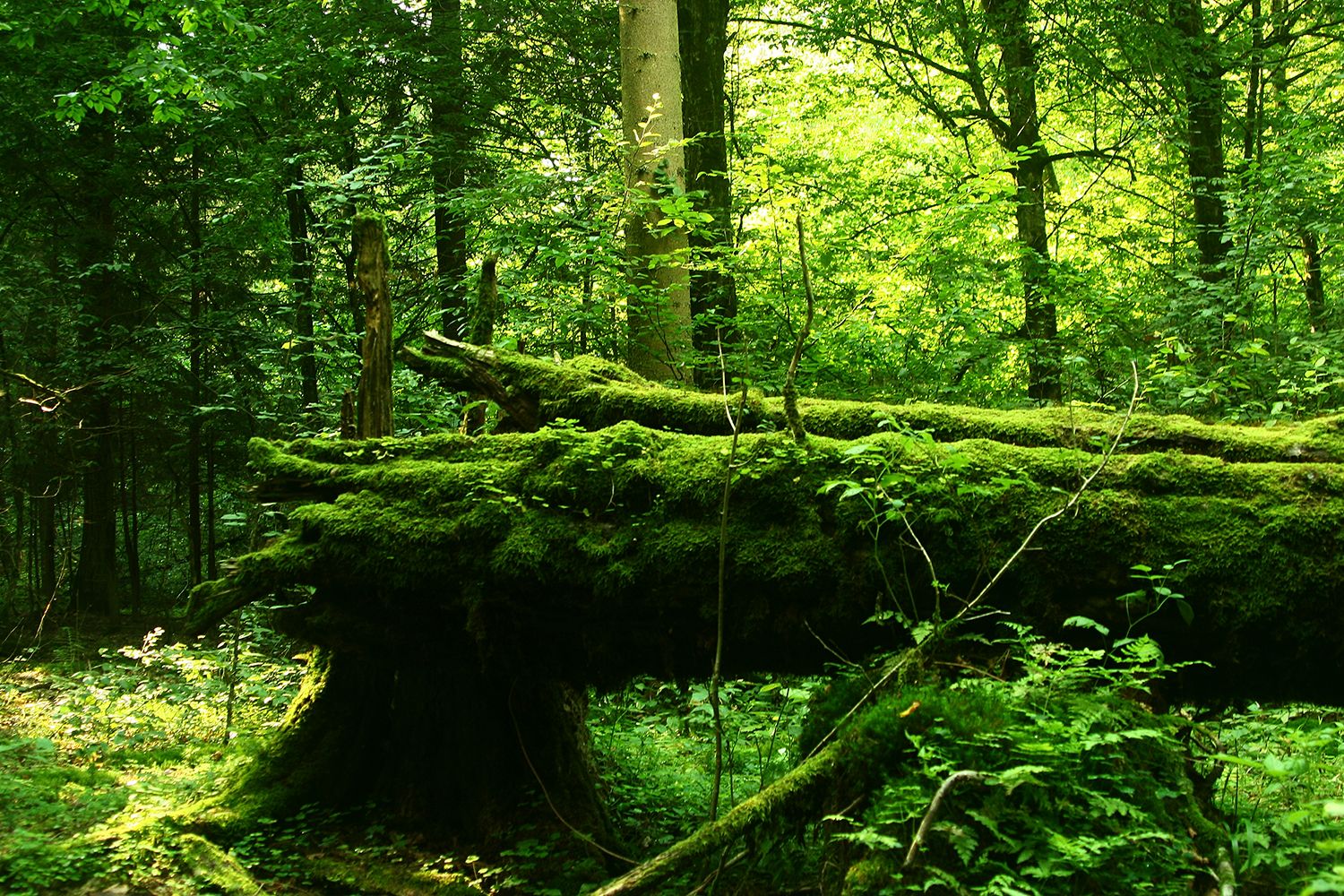
La forêt de Białowieża en Pologne, témoin aux de conflits entre paysans et nobles, résonne avec les luttes politiques au sein du jeu entre rebelles se cachant dans la végétation et régimes cherchant à les en déloger.

### Guerre et survie

Blason de la Redania, dirigée par Radovid, tentant de résister dans ses positions du nord.
Blason du Nilfgaard, empire tentaculaire d'Emhyr var Emreis et dont Ciri est l'héritière, qui cherche à gagner les terres du nord.

### Folklore slave

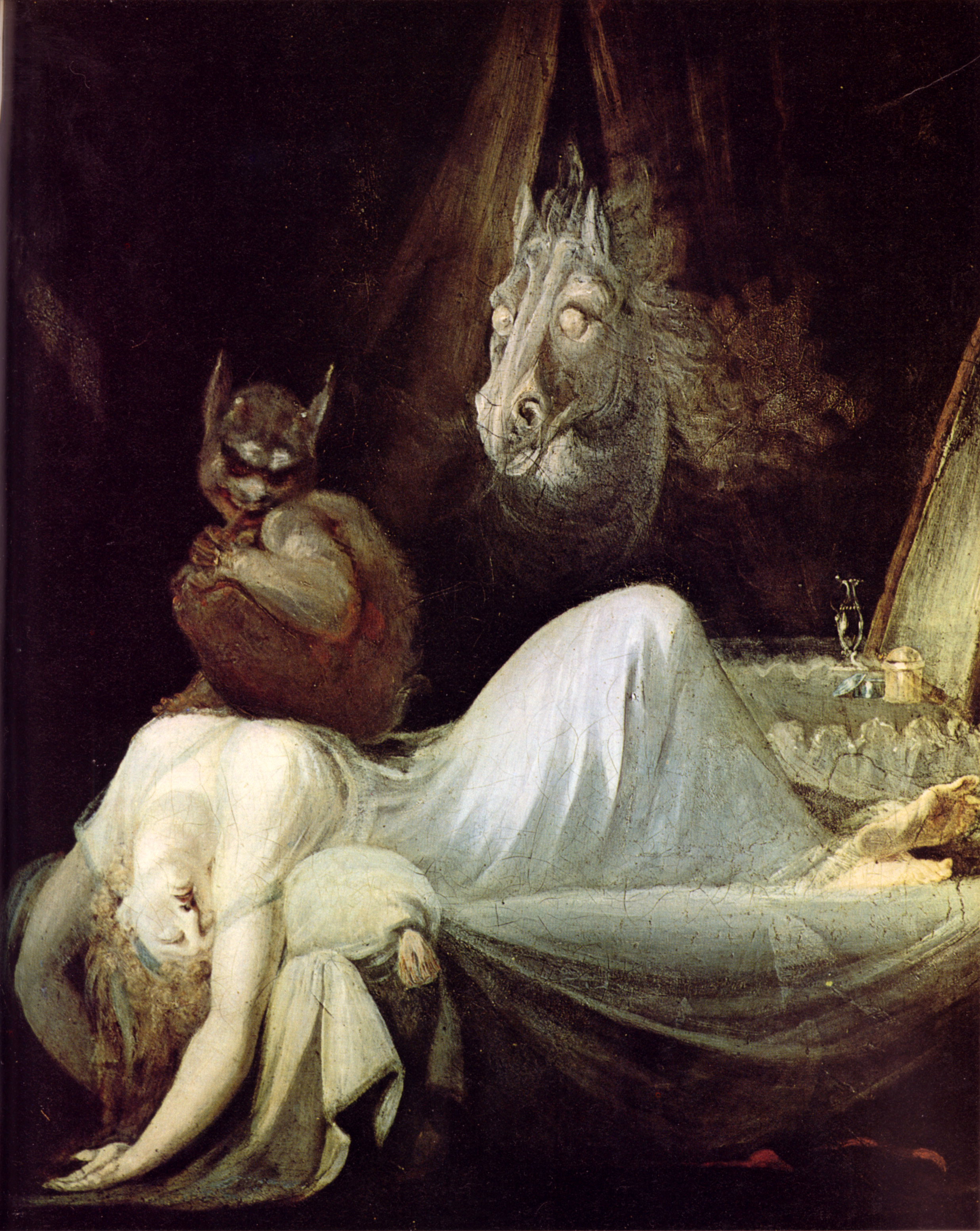
Nachtmahr (Cauchemar) de Johann Heinrich Füssli représente un alp bien différent de ceux rencontrés dans le jeu.

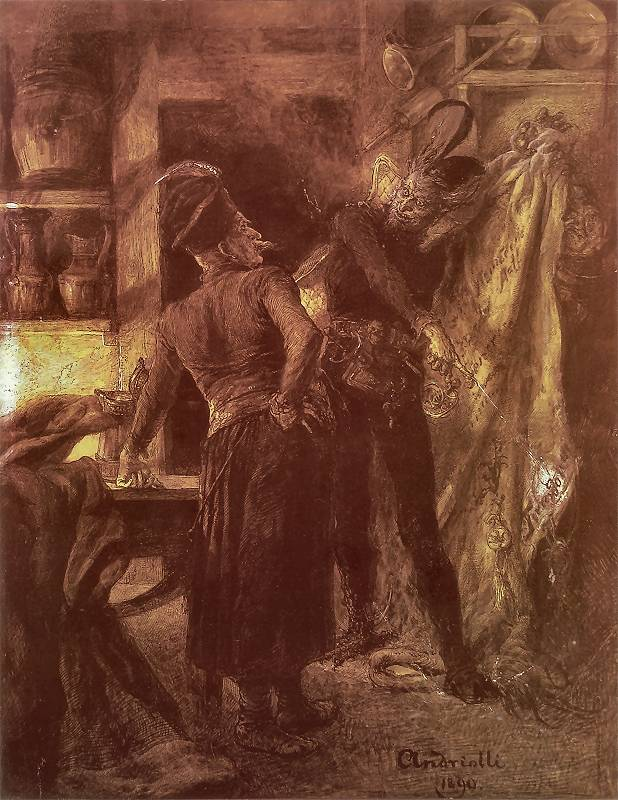
Pan Twardowski face au diable (dans une illustration de Michał Elwiro Andriolli) : le modèle d'Olgierd von Everec et de Gaunter de Meuré.